# 南极洲
南极洲（英語：Antarctica）是地球最南端的洲，位於南半球的南極區，为地理南极的所在地。南极洲大部分区域都在南極圈内，四周被南冰洋环绕。南极洲是世界上的第五大洲，其面积约为1,400万平方公里，約占地球陸地面積的十分之一，排在亞洲、非洲、北美洲和南美洲之後，是大洋洲的两倍。除了南极半岛最北端的部分区域之外，全洲約98%的地方都被平均厚度1.9公里的冰层覆盖着。
南極洲是地球上最寒冷、乾燥、多風的大陸，是唯一橫跨所有經線的洲，平均海拔為2350公尺，是世界上平均海拔最高的洲。全境為冰雪覆蓋，占地球冰蓋面積的80%以上。它沿岸地区的年降水量仅有200毫米，内陆地区更少。一年中最寒冷季节南极洲的平均温度低至-63℃，1983年曾觀測最低温度為-89.2℃。南極洲的本地物种有各类藻類、细菌、真菌、植物（包括苔藓）、原生生物以及一些可以适应寒冷环境的动物，例如企鵝、海豹、線蟲、緩步動物、蟎等。南极洲沒有永久居民，但每年居住在這裡的科研人员有一千至五千人。
儘管很久之前已經有關於「未知的南方大陸」（拉丁語：Terra Australis）的神話故事與臆想，但直至1820年，俄羅斯探險家米哈伊尔·拉扎列夫和法比安·戈特利布·馮·別林斯高晉乘着沃斯托克號和和平号战船来到芬布爾冰架时，人类才第一次目睹它的真容。由於南极洲氣候惡劣、資源缺乏以及地理孤立性，南極洲在19世纪并沒有引起人們的注目；但19世紀末至20世紀初，陸續有10國、17個隊伍進行南極探險，對現今人類認識南極洲起到重大作用。
南极洲现在是法律意义上的共管领土，由南极条约体系成员国协商管辖。1959年，12个国家签署《南极条约》，随后有38个国家签署。該條約意在支持科學研究及保護南極生物地理分布区，并禁止在南极洲进行一切军事活动、核试验以及处理放射物的行为。截至2016年，南极洲已建有135座常设科學考察站，陆续吸引四千多名来自世界各地的科學家到這裡進行科學實驗。

## 命名和辞源

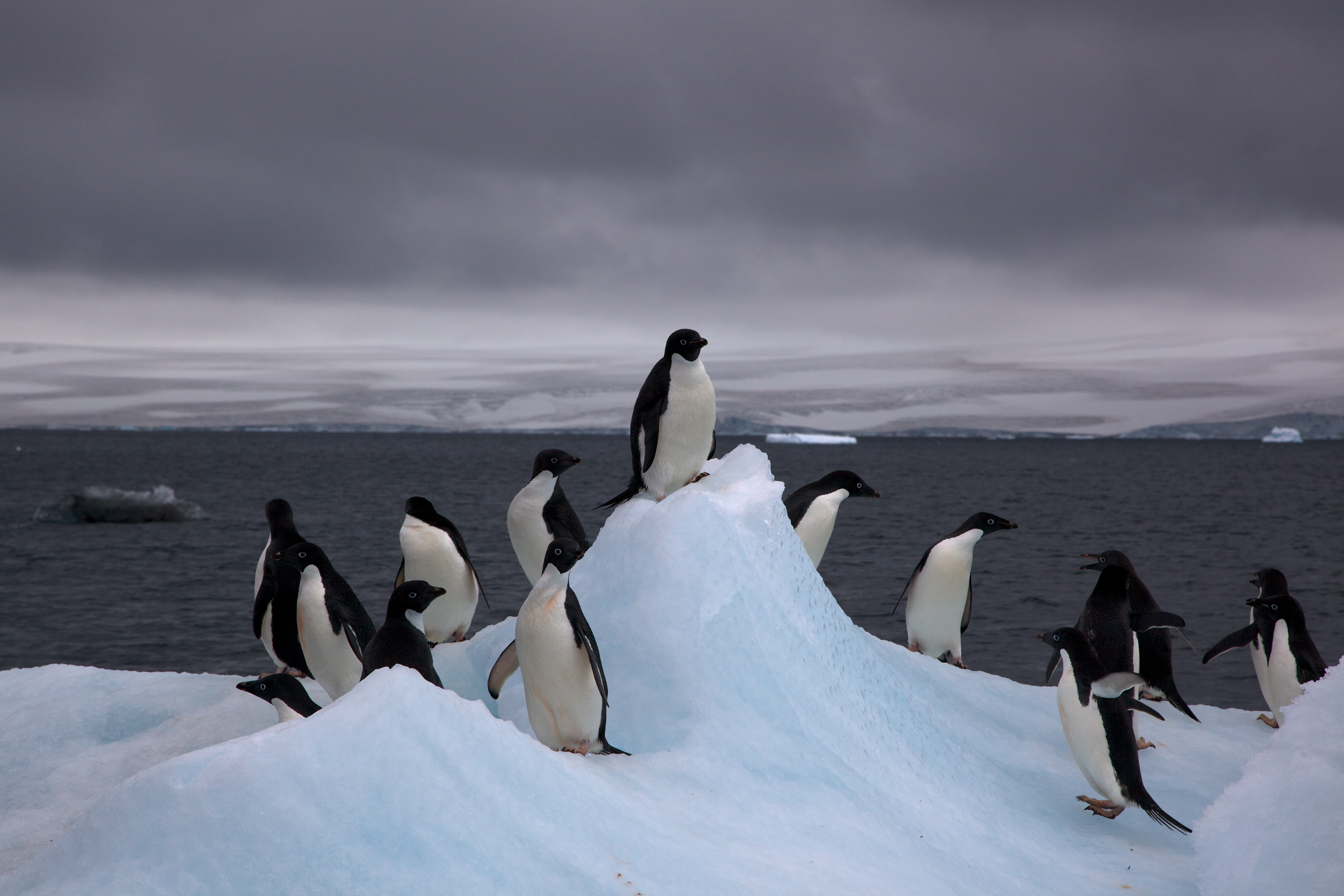
在南極洲的阿德利企鵝

南極洲的英文名稱「Antarctica」源自羅馬化希腊语的陰性複合詞「antarktiké」，意指「北极的對面」。
大約在公元前350年，亞里斯多德在自己的著作《天象論》裡提及了「Antarctic region」（南極地區）。據說在公元二世紀，泰爾（今属黎巴嫩）的馬利納斯在他的世界地圖中用了這個名稱。古罗马作家许癸努斯和阿普列尤斯（公元1–2世紀）則使用了羅馬化希腊语「polus antarcticus」描述南極。古法語词「pole antartike」（現代法語為「pôle antarctique」）在1270年被证实起源于此。该词的中古英语衍生词「pol antartik」（現代英語為「Antarctic Pole」）则首次出现在1391年杰弗里·乔叟编写的科技论文中。
在被赋予真正的地理意义之前，这些词语常被用于形容廣義的南方。例如在十六世紀时法国在巴西設立的短期殖民地就被叫做「France Antarctique」，即「法属南部领地」。
1890年，蘇格蘭地圖學家約翰·喬治·巴塞洛繆使「Antarctica」一詞成为南极洲的正式的地理学术语。

## 地理

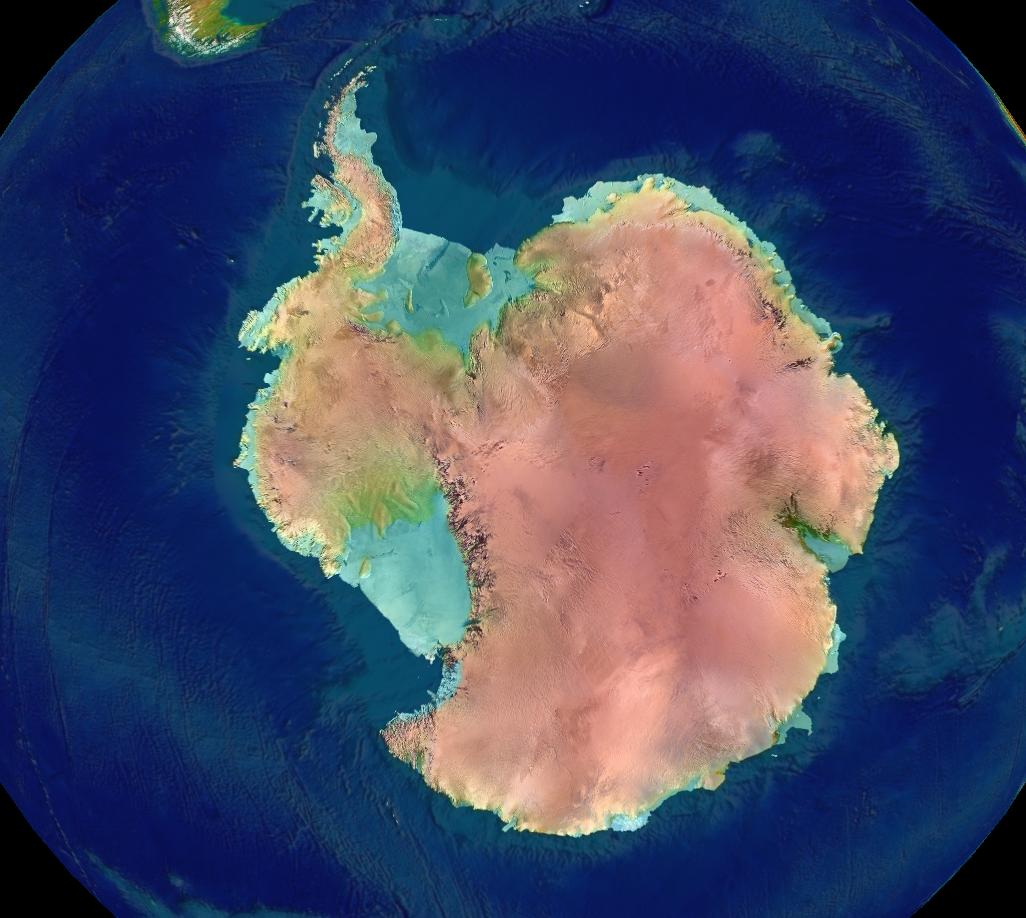
南極分層設色圖

南极洲是地球上最南邊的大陆，大部分位於南极圈內，四周被南冰洋包围，南冰洋之外是太平洋、大西洋與印度洋的南部，同時也位於世界洋的最南部。南极洲面积超过1,400萬平方公里，超过欧洲大约30%，為世界第五大洲。南極洲的海岸线长为17,968公里，其主要特征与冰的样貌密切相关，如下表所示：
| 類型           | 所占比率 |
| -------------- | -------- |
| 冰棚           | 44%      |
| 冰牆           | 38%      |
| 冰流、注出冰川 | 13%      |
| 岩岸           | 5%       |
| 總計           | 100%     |

南極洲有98%的面積被冰蓋所覆蓋，冰的厚度平均至少1.6公里。南極洲擁有全世界大約90％的冰和70%的淡水，如果這些冰全部融化，那麼海平面將上升约60米。在南極洲內陸，大部分地區的降水量非常小，年降水量僅有20mm。不過在少數藍冰棚地區降水量少於蒸發量，使得當地的冰逐漸減少。而麦克默多干燥谷是極其乾燥的地方，也是南極洲唯一沒有冰雪覆蓋的地方，呈現荒漠狀。

### 地形

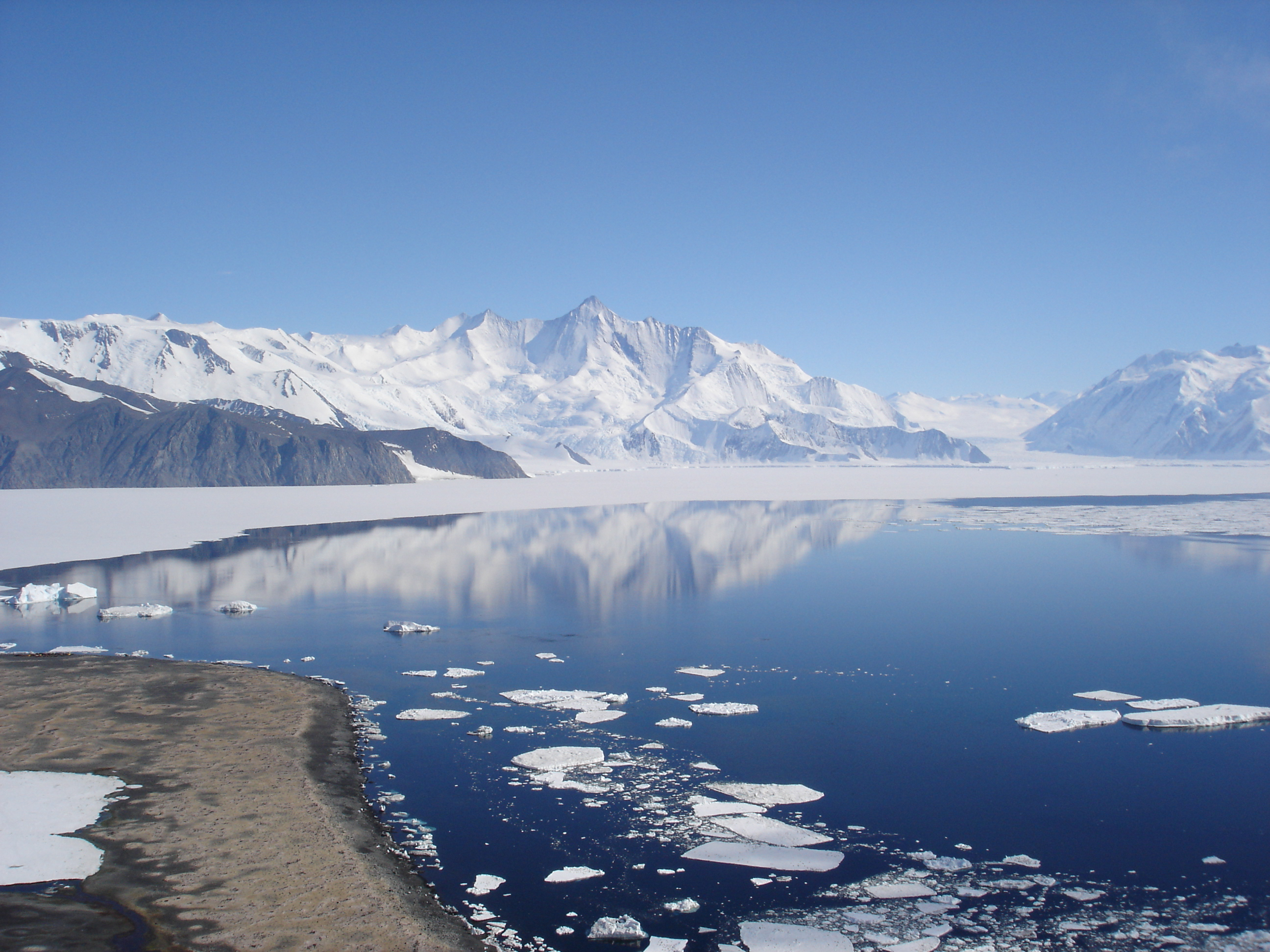
從哈勒特角望向赫歇爾山（海拔3335米）

南极洲边缘海有属于南太平洋的别林斯高晋海、罗斯海、阿蒙森海和属于南大西洋的威德尔海等。主要岛屿有奥克兰群岛、布韦岛、南设得兰群岛、南奥克尼群岛、阿德莱德岛、亚历山大岛、彼得一世岛、南乔治亚岛、爱德华王子群岛、南桑威奇群岛。
南极大陆的地形可分成两种：一种是由暴露于地表的岩石和冰组成的可见地形，一种是通过地震技术或遥感技术测知的冰下基岩地形。罗斯海和威德尔海附近的横贯南极山脉把南极洲分为东部南极洲和西部南极洲兩部分，该山脈大致与格林尼治子午線平行，全长3000多千米。
南极大峡谷是世界上最大的峡谷，位于南极洲伊丽莎白公主地，长度约1,000公里，某些地方的深度达1000米。
威德尔海以西和罗斯海以东的部分为西部南极洲；其余部分为东部南极洲，占整个南极的大部分。西部南极洲被西南極冰蓋所覆蓋。近幾年人們十分關心西南極冰蓋的情況，因為它不斷崩塌會導致海平面上升。約10%的冰蓋會化為冰流，並到海岸邊形成冰棚。东部南极洲是印度洋和横贯南极山脉之間的部分，大部分位於東半球，由科茨地、毛德皇后地、恩德比地、麦克罗伯特森地、威尔克斯地和维多利亚地組成。東部南極洲主要被東南極冰蓋所覆蓋。
文森山是南极洲最高的山峰，高度達到4892米，屬於埃爾斯沃思山脈。南极洲擁有許多山峰，這些山峰位於南極洲大陸和周圍島嶼之上。位於羅斯島的埃里伯斯山是世界最南邊的活火山。另一個知名的火山位於欺骗岛，它因1970年火山爆發而被世人關注。另外，南極洲的其他休眠火山仍有重新活躍的可能。2004年，一個在南極半島可能活躍的水下火山被美國和加拿大科學家所發現。
| 名称             | 最高海拔 | 说明 | 地图 |
| ---------------- | -------- | --- | ---- |
| 阿勒代斯山脈     | 2,934米  | 南乔治亚和南桑威奇群岛 |      |
| 騰格里山脈       | 1,700米  | 利文斯頓島 |      |
| 毛德王后山脈     | 4,068米  | 屬於橫貫南極山脈的一部分，包括布什山脈、英聯邦山脈、多明尼昂山脈、哥德山脈、赫伯特山脈、奧拉夫王子山脈、休斯山脈、支持者山脈 |      |
| 阿德默勒爾蒂山脈 | 4,165米  | 屬於橫貫南極山脈的一部分。                                                                                                   |      |
| 黑邁弗朗特山脈   | 2,711米  | 毛德皇后地 |      |
| 彭薩科拉山脈     | 2,150米  | 屬於橫貫南極山脈的一部分 |      |
| 薩爾韋森山脈     | 2,330米  | 南乔治亚和南桑威奇群岛 |      |
| 埃爾斯沃思山脈   | 4,892米  | 南極洲最高的山脈，最高峰文森山。                                                                                             |      |
| 甘布爾澤夫山脈   | 3,500米  | 位於南極洲東部的冰穹A附近 |      |

### 水文水系
极昼期间，南极洲沿岸较为暖和的区域会有冰雪融化，融化的雪水汇集成一些涓涓细流。南极大陆上的最大河流是地处东南极洲怀特岩的奥尼克斯河。在大陆周围的岛屿上，夏季的冰雪水也能汇集成季节性时令溪流入海。无论在南极的哪一个地方，一到冬季，所有的河流就消失了。
南极大陆上有众多的湖泊，有淡水湖也有咸水湖（盐湖）。淡水湖分布于南极大陆的边缘。另一种咸水湖为南极大陆独有，例如维多利亚地赖特符中的萬塔湖和泰勒谷中的邦尼湖。其特点是湖水上淡下咸，湖表冻结着一层2～3米厚的冰，湖水含盐量随深度的增加而增加，形成分层次现象，底层水的含盐量比表层水高约10倍；湖水温度也随深度的增加而升高，在年平均气温零下20度的环境中，湖底水温仍高达25℃。
東南極大陸冰蓋下面約有70個大型的冰下湖泊，總面積估測14,000平方公里，而且構成了完整的淡水生態系統。1966年，人們在俄國沃斯托克站下發現了沃斯托克湖（东方湖），面積約8,000平方公里，冰蓋厚度是4公里。它是目前發現的最大的冰下湖泊。人們曾經認為這些湖泊已經被冰封住了五十萬至一百萬年。然而，最新的研究表明，每隔一段時間就會有大量的水在不同湖泊之間流動。根據水線上400米鑽取的冰芯的證據顯示，沃斯托克湖湖水中可能有微生物存在。凍結的湖面與木卫二性質相似，如果此湖泊裡有生命現象，說明木卫二上也可能有生命存在。2008年2月7日，NASA的團隊到溫特塞湖展開研究，試圖尋找生存在高鹼性水中的嗜鹼生物，如果能找到這些生物，將为地外生物能否生存在極端寒冷且富含甲烷的環境中提供證據。其後的研究結果亦顯示那裡的確存在一些新的品種，如菌株UL7-96mG。

### 气候

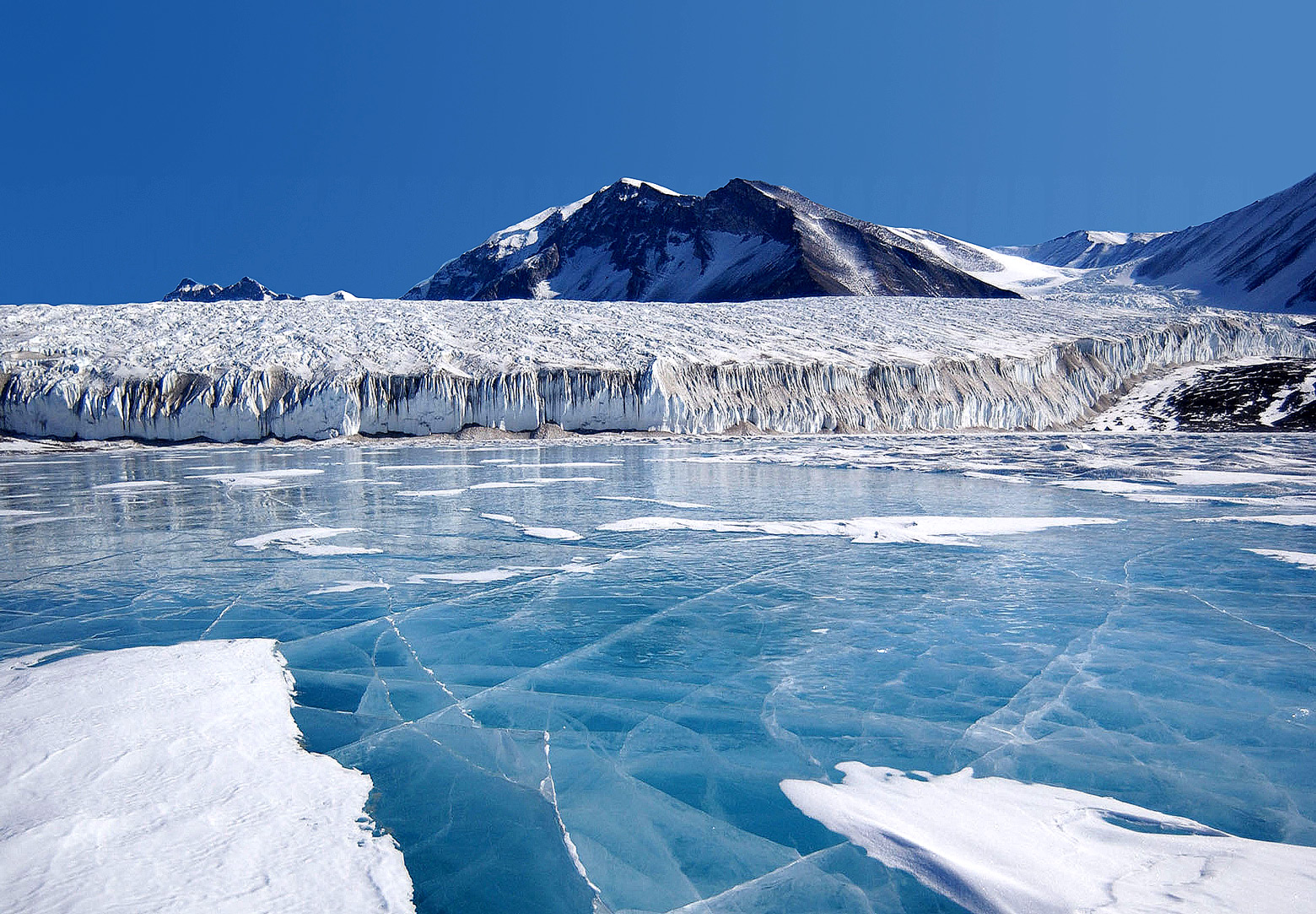
坐落于横贯南极山脉的弗里克塞尔湖被藍冰覆盖着。弗里克塞尔湖的冰川是由来自加拿大冰川和其它小冰川的冰川融水汇聚之後凝固形成的

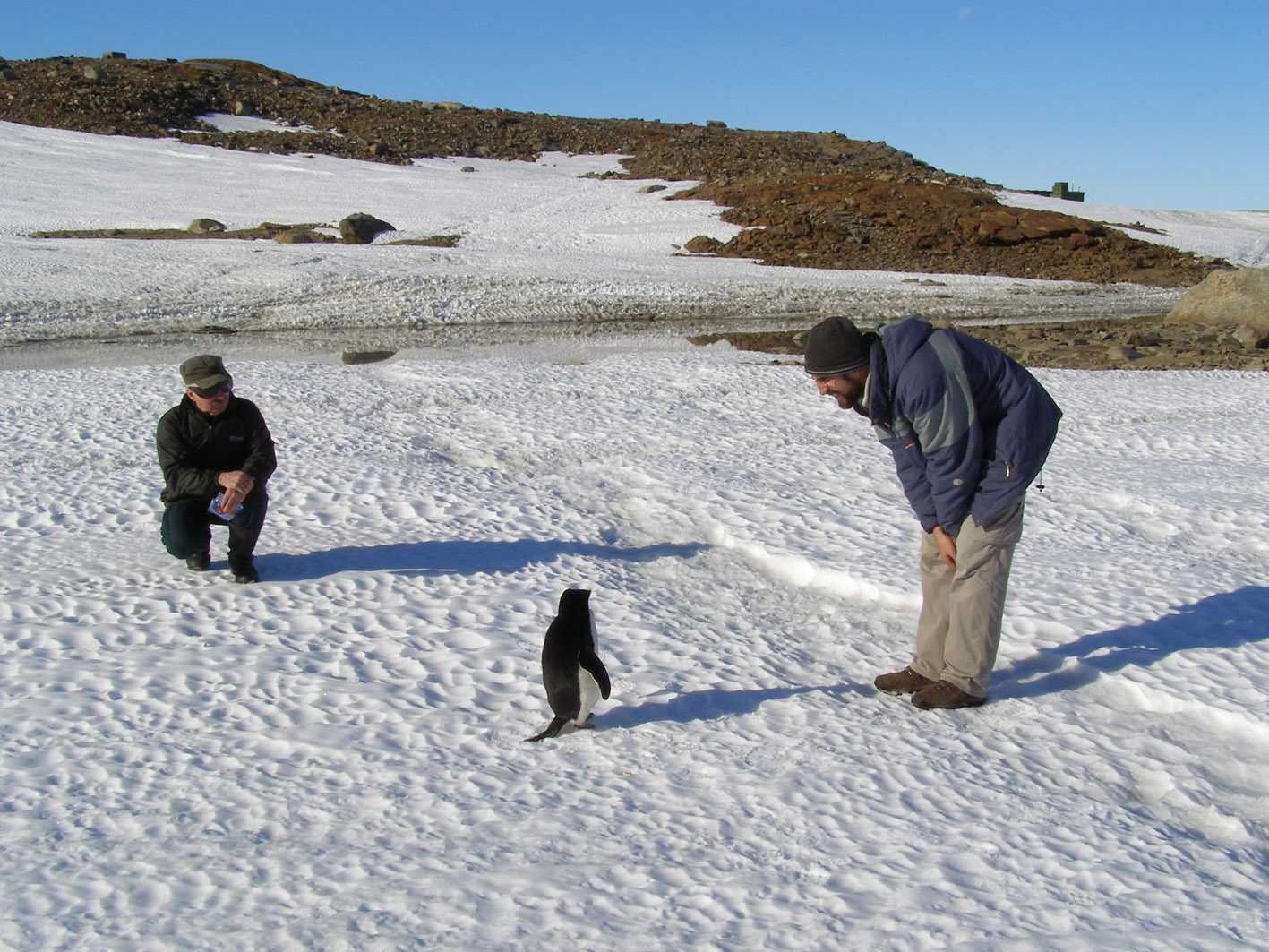
十二月的沿海地区看起来很温和

南极洲是地球上最寒冷的大洲，年平均气温−25 °C（−13.0 °F），內陆冬季的温度可达−80 °C（−112 °F）以下，沿海地區夏季的温度约为5 °C（41 °F）至15 °C（59 °F）。1983年7月21日，前苏联在南极洲设立的沃斯托克站曾測得−89.2 °C（−128.6 °F）的低溫。这是人类有气象记录以来在地面观测站记录到的最低气温。這個溫度比乾冰在一個大氣壓下發生昇華的溫度（−78.5 °C（−109.3 °F））還低。而卫星观测结果表明南极冬季最低气温的極值可能比这一记录值更低。南极洲是降雨量极少的冰冻荒漠，全洲年平均降水量小于200毫米。

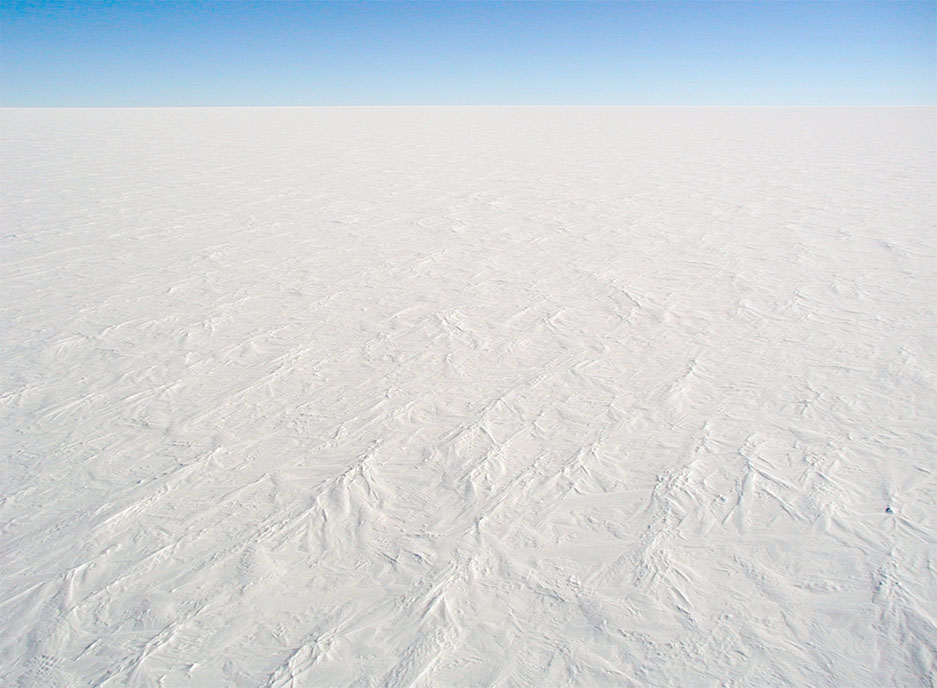
冰穹C的雪面和南极大陆其它地方的雪面差不多

受到高原地形的影响，南极大陆边缘常遭受南極高原刮来的强烈下降风侵襲，大陆内部則往往没有大风出现。终年不断的下降风使得湿热气流很少进入南极内陆，这造成大陸中央寒冷且乾燥，沿海地区則相对温和湿润：南極內陸地區年平均溫度為−40 °C（−40 °F）至−50 °C（−58 °F），年降水量僅30毫米左右，但極點附近幾乎無降水；沿海地區的年平均溫度為−17 °C（1 °F）至−20 °C（−4 °F），且時常降下大雪，年降水量可以达到500毫米左右，而且曾有48小时內降雪1.22米的紀錄。此外，由于南极洲東部海拔高，气候較西部冷得多。
有三個因素导致了南极洲比北极地区還要寒冷：第一，南极大部分地区海拔高度都在3,000米以上，而整个北极地区几乎都处于海平面附近；第二，北极地区大部分是北冰洋，而南极地区大部分都是陆地。由于陆地比热小，升温和降温都比較快，南极在夜间降温更快；第三，地球在7月份的时候达到远日点，在1月份的时候达到近日点，日地距离的变化使南极处于冬季时接受到的辐射相较北极处于冬季时更少。其中前两者为主要原因，后者为次要原因。
南极大陆全年皆为冰雪所覆盖，这导致南极地区的反照率非常高。由於雪面几乎反射了全部的紫外线，曬傷、白內障是身處南極時常見的健康問題。南极地處高纬，具有长期的极昼和极夜，这对生活在其它地方的人们是相當陌生的。在夏天晴朗的日子里，由於南极大陆全天24小时都有日照，日平均太阳辐射功率密度比赤道地区还大。南极附近的夜空中有时候会出现南极光。在南极的地面附近有时会看到一种由微小冰晶形成的云。这种云被称为“鑽石塵”，是南極的一个独特的景观。由于「鑽石塵」只在晴朗或接近晴朗的天氣才會產生，有時它也被称为「晴空降水」。此外，在南极也可观察到幻日现象。
| 南极                   | 南极          | 南极          | 南极          | 南极          | 南极          | 南极          | 南极          | 南极          | 南极          | 南极          | 南极          | 南极          | 南极           |
| 月份                   | 1月           | 2月           | 3月           | 4月           | 5月           | 6月           | 7月           | 8月           | 9月           | 10月          | 11月          | 12月          | 全年           |
| ---------------------- | ------------- | ------------- | ------------- | ------------- | ------------- | ------------- | ------------- | ------------- | ------------- | ------------- | ------------- | ------------- | -------------- |
| 历史最高温 °C（°F）    | −14 (7)       | −20 (−4)      | −26 (−15)     | −27 (−17)     | −30 (−22)     | −31 (−24)     | −33 (−27)     | −32 (−26)     | −29 (−20)     | −29 (−20)     | −18 (0)       | −12.3 (9.9)   | −12.3 (9.9)    |
| 平均高温 °C（°F）      | −25.9 (−14.6) | −38.1 (−36.6) | −50.3 (−58.5) | −54.2 (−65.6) | −53.9 (−65.0) | −54.4 (−65.9) | −55.9 (−68.6) | −55.6 (−68.1) | −55.1 (−67.2) | −48.4 (−55.1) | −36.9 (−34.4) | −26.5 (−15.7) | −46.3 (−51.3)  |
| 平均低温 °C（°F）      | −29.4 (−20.9) | −42.7 (−44.9) | −57.0 (−70.6) | −61.2 (−78.2) | −61.7 (−79.1) | −61.2 (−78.2) | −62.8 (−81.0) | −62.5 (−80.5) | −62.4 (−80.3) | −53.8 (−64.8) | −40.4 (−40.7) | −29.3 (−20.7) | −52.0 (−61.6)  |
| 历史最低温 °C（°F）    | −41 (−42)     | −57 (−71)     | −71 (−96)     | −75 (−103)    | −78 (−108)    | −82 (−116)    | −80 (−112)    | −77 (−107)    | −79 (−110)    | −71 (−96)     | −55 (−67)     | −38 (−36)     | −82.8 (−117.0) |
| 月均日照時數           | 558           | 480           | 217           | 0             | 0             | 0             | 0             | 0             | 60            | 434           | 600           | 589           | 2,938          |
| 来源1：                |               |               |               |               |               |               |               |               |               |               |               |               |                |
| 来源2：Cool Antarctica |               |               |               |               |               |               |               |               |               |               |               |               |                |

### 生物

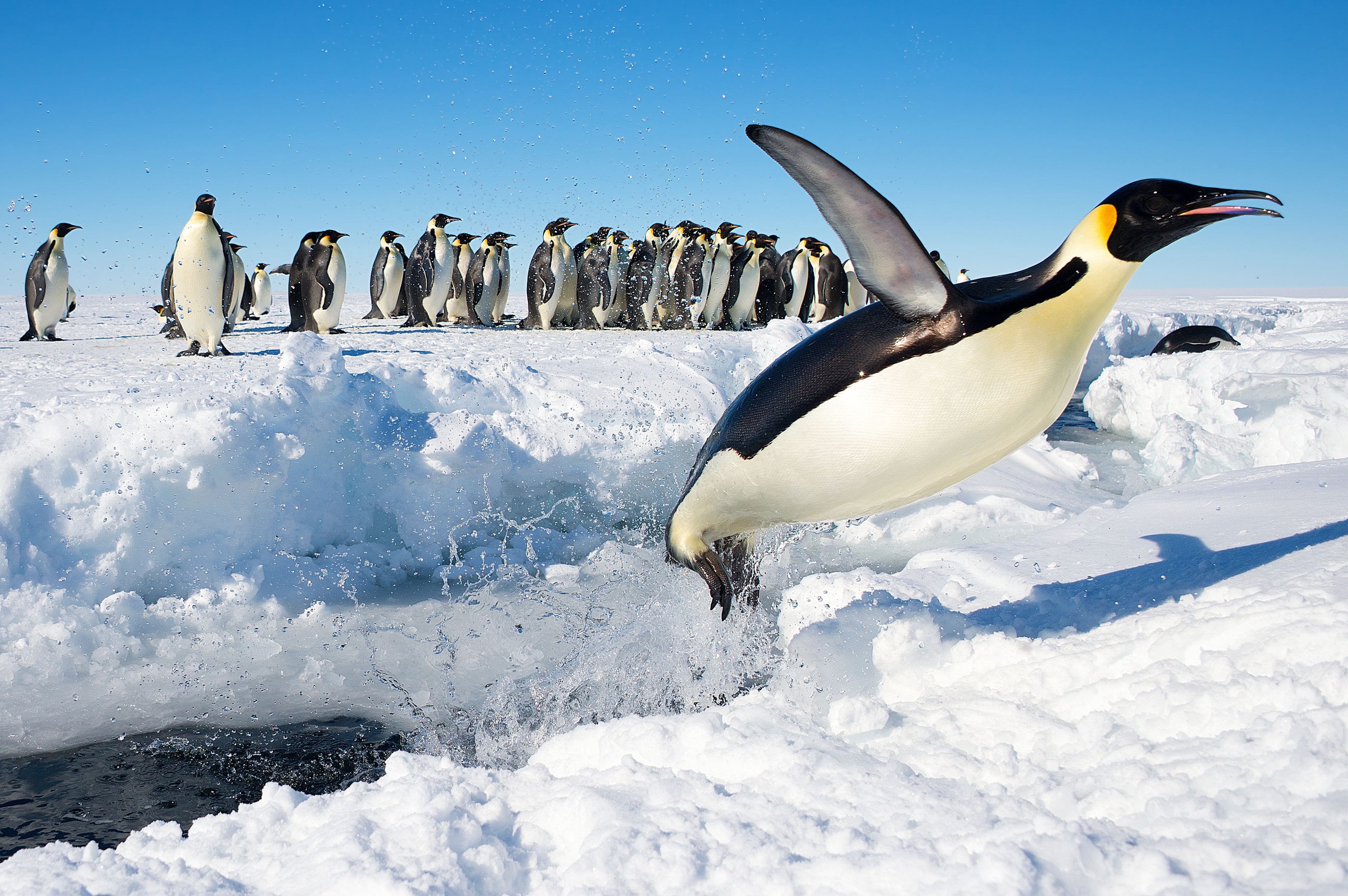
一只南极帝企鹅（学名：Aptenodytes forsteri）跳出水面

#### 动物
只有少数的陆栖脊椎动物生活在南极洲。无脊椎動物大多是些微生物，包括蝨、线虫动物、缓步动物、轮形动物、磷蝦、彈尾目和螨类（如南极甲螨）。南极洲特产的南极蠓，是一种没有飞行能力的蠓类，其体型可达6毫米，是南极洲体型最大纯陆栖生物。在南极洲繁殖的鸟类只有三种，雪鹱是其中之一。
很多海洋动物都直接或间接地依靠浮游植物生存，其中包括企鹅、蓝鲸、虎鯨、大王酸漿鱿和海狗。聚集成大群的南极磷虾以浮游生物為食，是南冰洋生态系统的关键物种，也是鲸鱼、海豹、豹海豹、海狗、乌贼、银鱼、企鹅、信天翁和其他许多鸟类重要的食物。
企鵝是南極地區的代表性物種，常見的企鵝種類包含皇帝企鹅、國王企鵝、阿德利企鵝、南極企鵝和巴布亞企鵝。跳岩企鵝的眼周有一圈浓密的毛，这使得它们显得更为独特。除了跳岩企鹅主要聚集在南极外部的福克兰群岛以外，大部分企鹅都在南极洲繁殖。其中皇帝企鹅是唯一一種在南极洲的冬天进行繁殖的企鵝，而阿德利企鵝则在比其他企鹅更靠南的地方繁殖。
南極附近海域生活有多种水生哺乳動物，例如，在18至19世纪間，南极毛皮海狮因其皮毛而遭受了来自美国和英国海豹猎杀者的大规模猎杀；威德尔海豹以到威德尔海遠征的隊伍的指挥官詹姆斯·威德尔爵士的名字命名；食蟹海豹生活於南極附近海域，以常見於嘴邊的黃色污漬得名。
在国际极地年期间，大约500名研究人员参与了一项海洋生物普查，其结果于2010年公布。这项研究是全球海洋生物普查（Census of Marine Life，缩写CoML）的一部分，其中的很多发现都值得关注。研究结果表明超过235种海洋生物在两极地区都有分布，这已经跨越了12,000公里（南極至北極的距離）。部分鸟类和大型动物如鲸类每年都会在两极之间往返。出人意料的是，一些小型生物如海参和自由游动的蜗牛在南北两极也都有分布。据推测，原因可能是深海区域两极与赤道的温差不大，基本小于5℃，而且洋流系统像一个海洋传送带那样把生物的卵和幼虫输送到各个地方。

#### 植物
南极洲的气候使得植被无法大量形成。环境寒冷、土壤质量差、缺乏水分和阳光不足的限制条件抑制了植物的生长。这導致植物多样性非常低，而且分布极为有限。南极洲有七百多种藻类，绝大多数是浮游植物。到了夏季，在海岸边多种颜色的极地雪藻和矽藻种类更加丰富。大陆上的植物相大部分是由苔藓植物组成的。南極洲有大约100种苔藓植物和25种地钱。但是，南极大陆只发现3种被子植物，它们分別是南極髮草 、南极漆姑草和非本地生的早熟禾。植物的生长被限制在夏天的几个星期。

#### 其他生物

##### 真菌

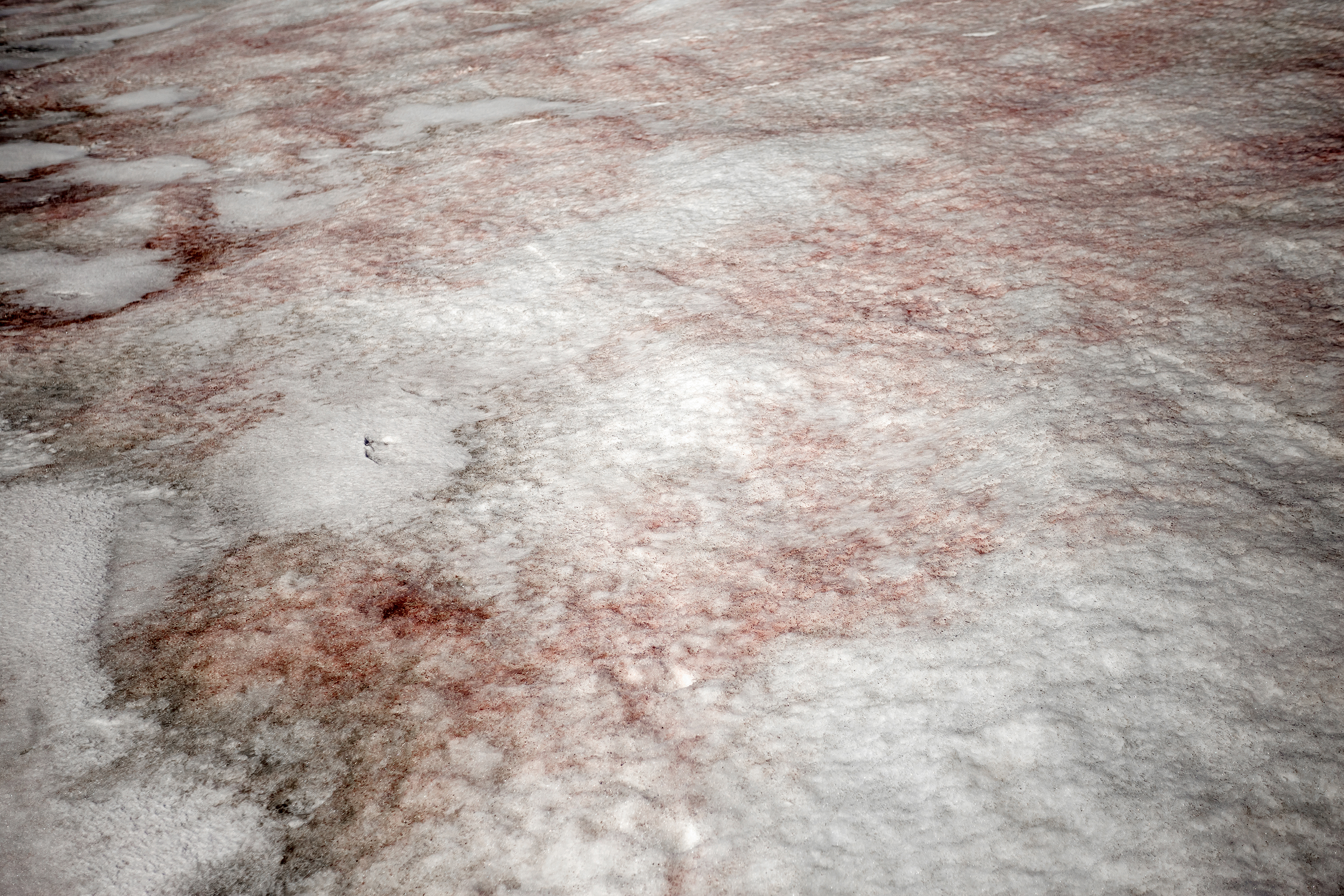
南极乔治王岛的西瓜雪

南极洲已发现大约1,150种真菌，其中大约750种是非地衣型的真菌，400种是地衣型的真菌。由于它们是在极端条件下进化，所以有些品种是穴生的，并且在麦克默多干燥谷和周围的山脊形成了的形态特别的岩石。真菌简单的形态，和几乎不能辨别清楚的结构，使得它们的新陈代谢系统和酶在很低的气温下仍然保持活性，再加上缩短了的生命周期，使得它们特别适合在像麦克默多干燥谷那样苛刻的环境中生存。它们的厚细胞壁和强烈的黑色素使得它们具有对紫外线的抵抗力。藻类和藍綠藻植物也具有以上的特征，这表示他們能够适应南极洲的环境。有人以此推测，如果生命曾经在火星上出现，那么它的構造可能类似于南极真菌（例如Cryptomyces minteri（一種絲菌））。此外有些真菌是南极洲独有的，例如某些粪栖物种。在物种的发展过程中，它们必须通过进化来应对双重挑战：在粪便中生长时适应极度寒冷的环境、进入温血动物的肠道以保证生存。

##### 细菌

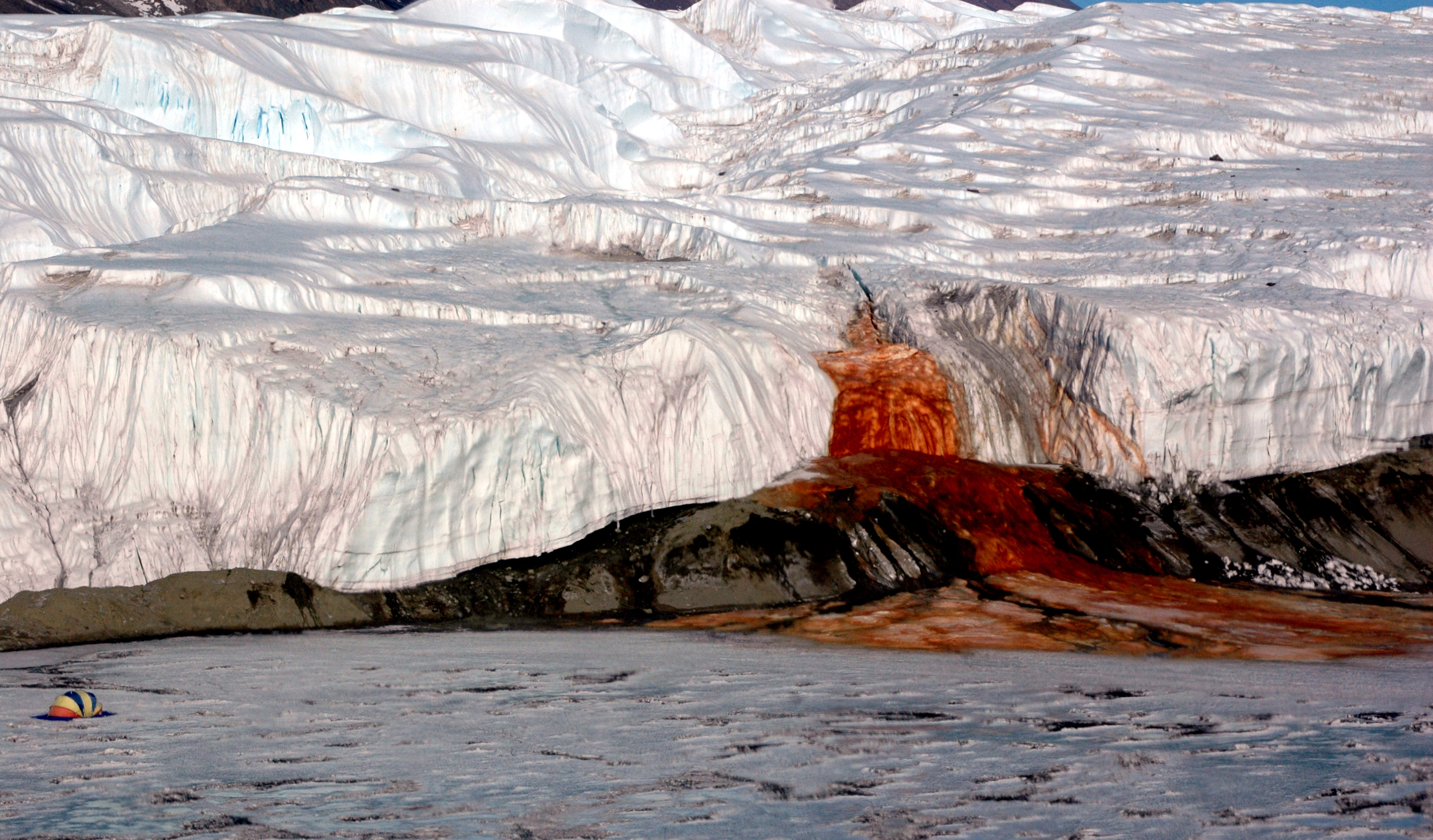
在泰勒冰川，红色的液体形成了血瀑布，而液体呈红色是因为富含鐵氧化物

人们已经发现在極寒冷又黑暗的冰下800米深处有细菌生存。

#### 生态保护

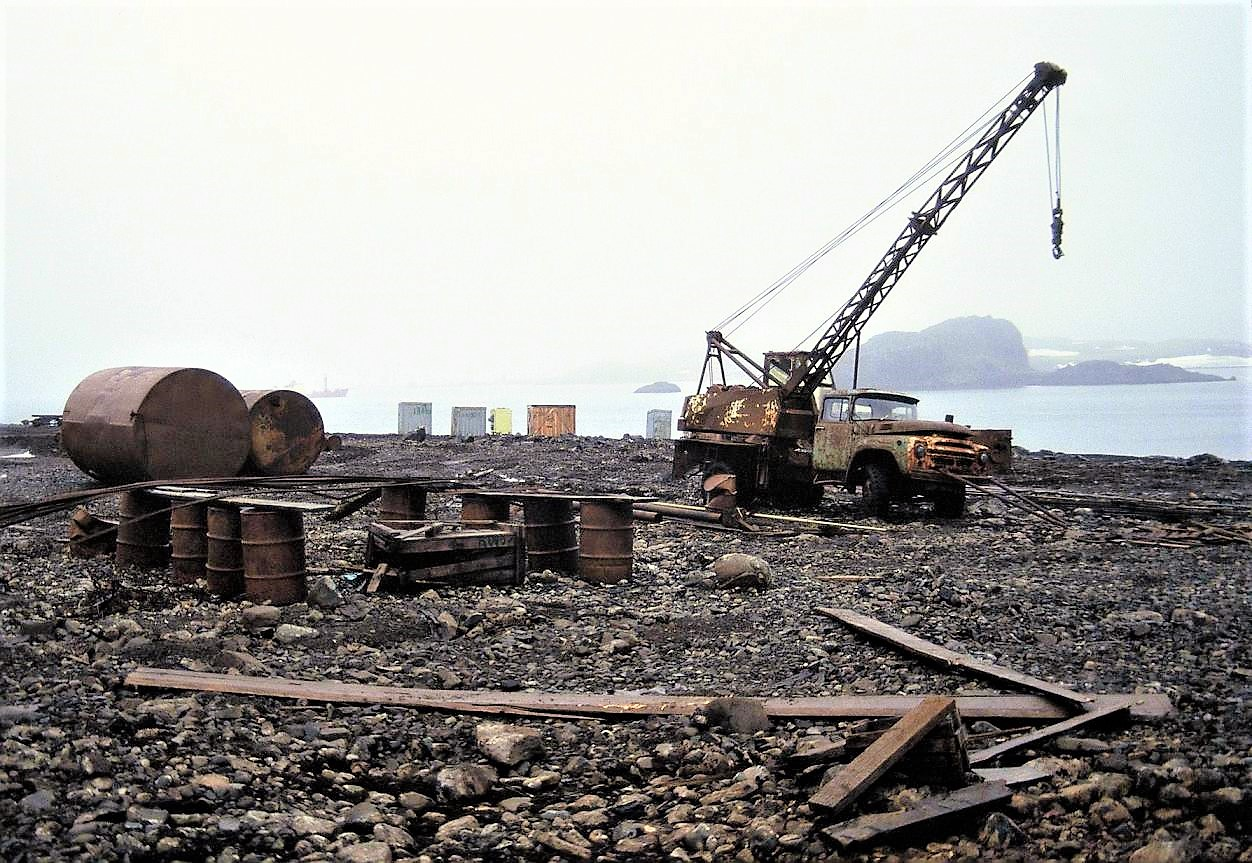
1992年，在俄罗斯别林斯高晋站倾倒废物，其中包含老旧车辆。自1998年环境保护议定书生效后，在南极倾倒废物等破壞环境的行为已被禁止

1998年，與环境保护有關的《南极条约》（又称《环保协议》或《馬德里議定書》）生效，这是保护和管理南极洲生物多样性的主要手法。环境保护委员会就南极环境保护问题提出了《南极条约》协商会议。该委员会的主要关注點之一是关注意外引入的外來物种对南极洲原有生態所造成的风险。
美國在1978年通過的《南极洲保护法》對在南极洲的活動帶來了一些限制。向南极洲引入外來植物或動物將会受到刑事處罰，如同捕捉任何南极洲的本地物種一樣。由於有人過度捕捉在南極生態系統中發揮很大作用的磷蝦，政府官員制定了相关的漁業法規。由南極海洋生物資源養護委員會（the Conservation of Antarctic Marine Living Resources，CCAMLR）所制定並於1980年生效的條約，要求所有南冰洋漁民考慮自身行動對整個南極生態系統的潛在影響。但即使落实了這些新法案，缺乏监管和不合法规的捕漁行为仍然是一個嚴重問題，尤其是對小鱗犬牙南極魚（在美國作為智利鱸魚出售）的捕捉行为。齒魚的非法捕魚量一直在增加，在2000年估计捕鱼量已達32,000噸（35,300美噸）。
2016年10月，南極海洋生物資源養護委員會成員國同意在南極設立面積達155萬平方公里的海洋保護區，其中112萬平方公里將禁止捕魚，有望成為截至當時全世界最大的海洋保護區。

## 地质

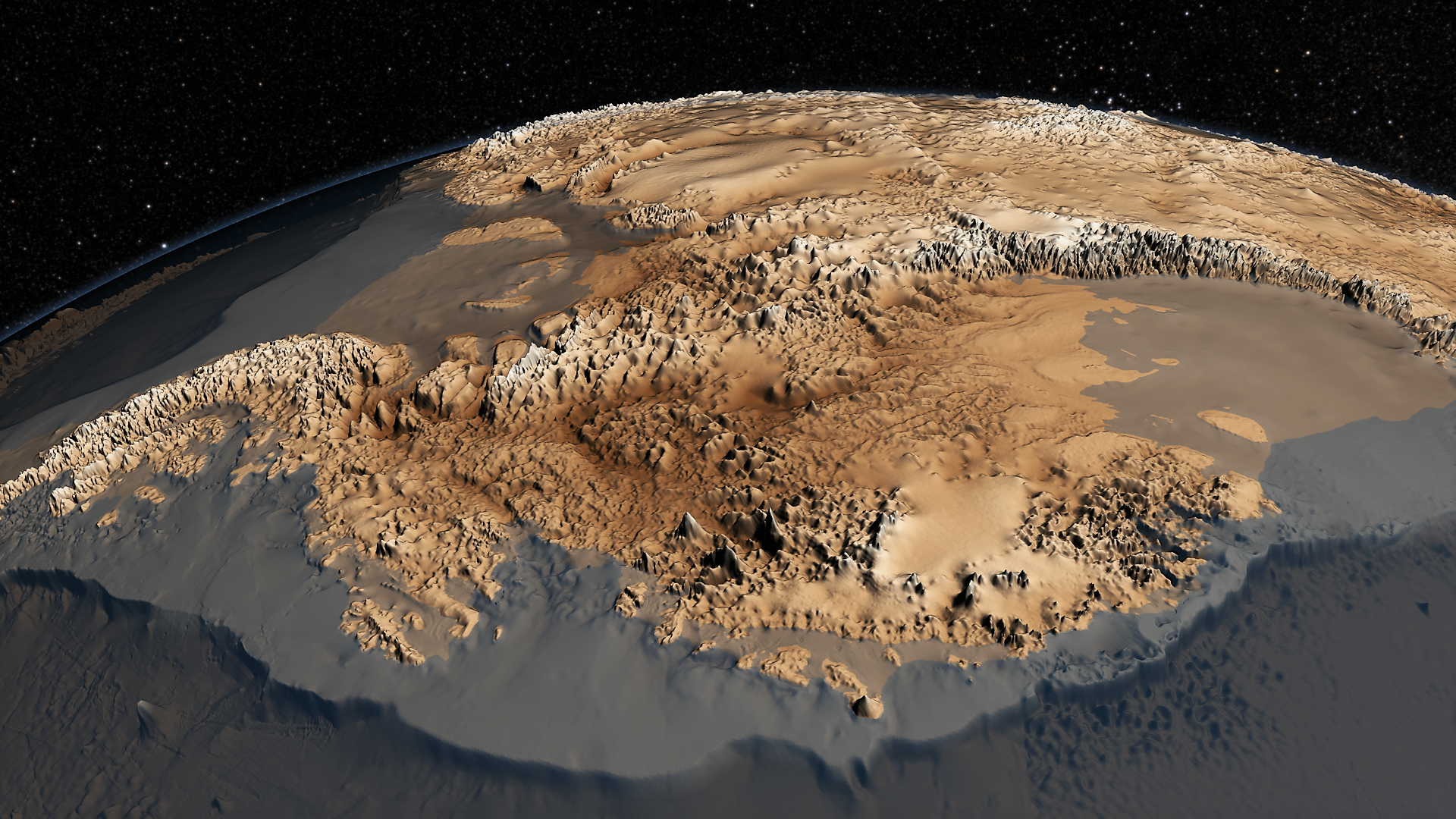
南極大陸的岩床地形是瞭解冰蓋動態運動的關鍵

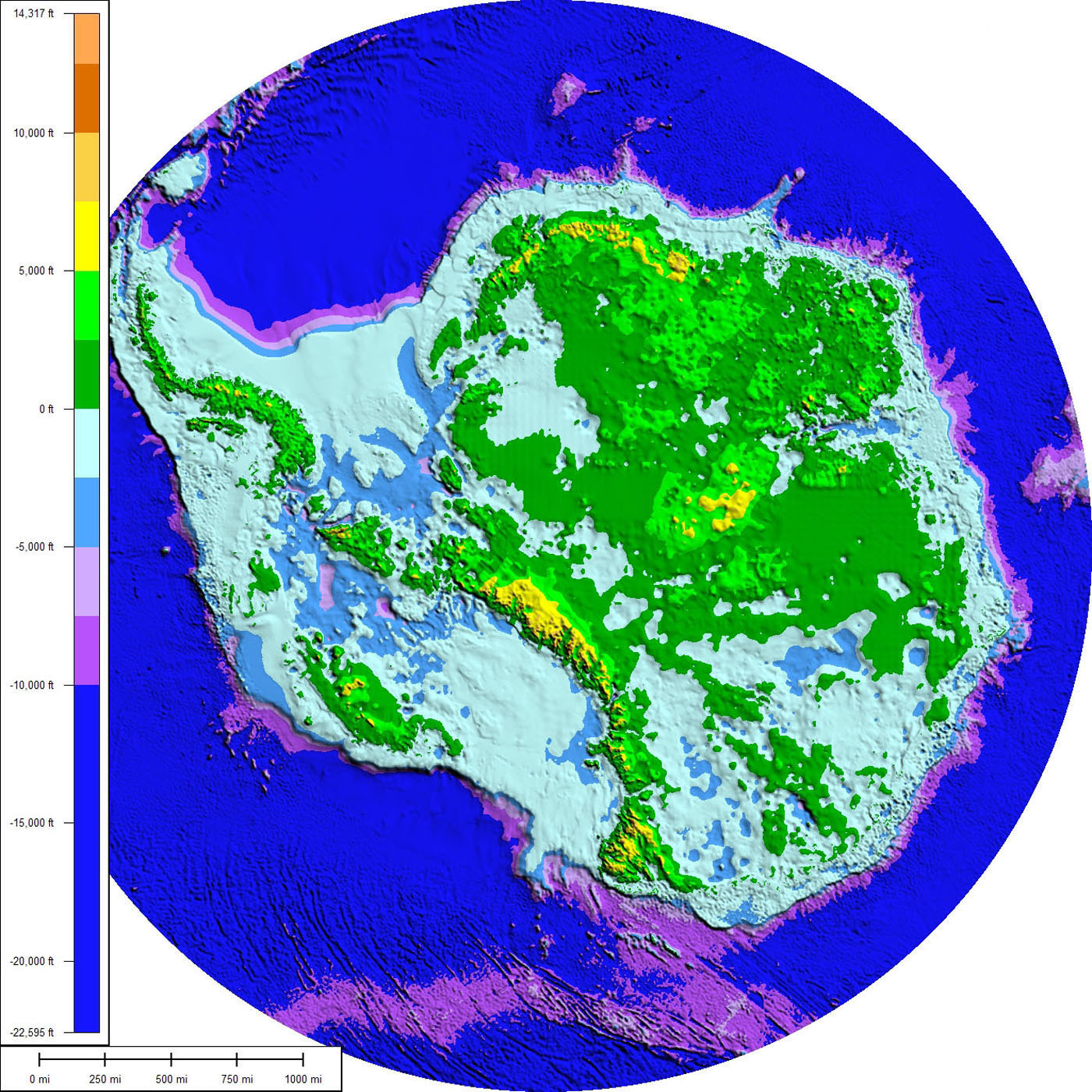
南極洲冰蓋底層岩床下的地形和水深

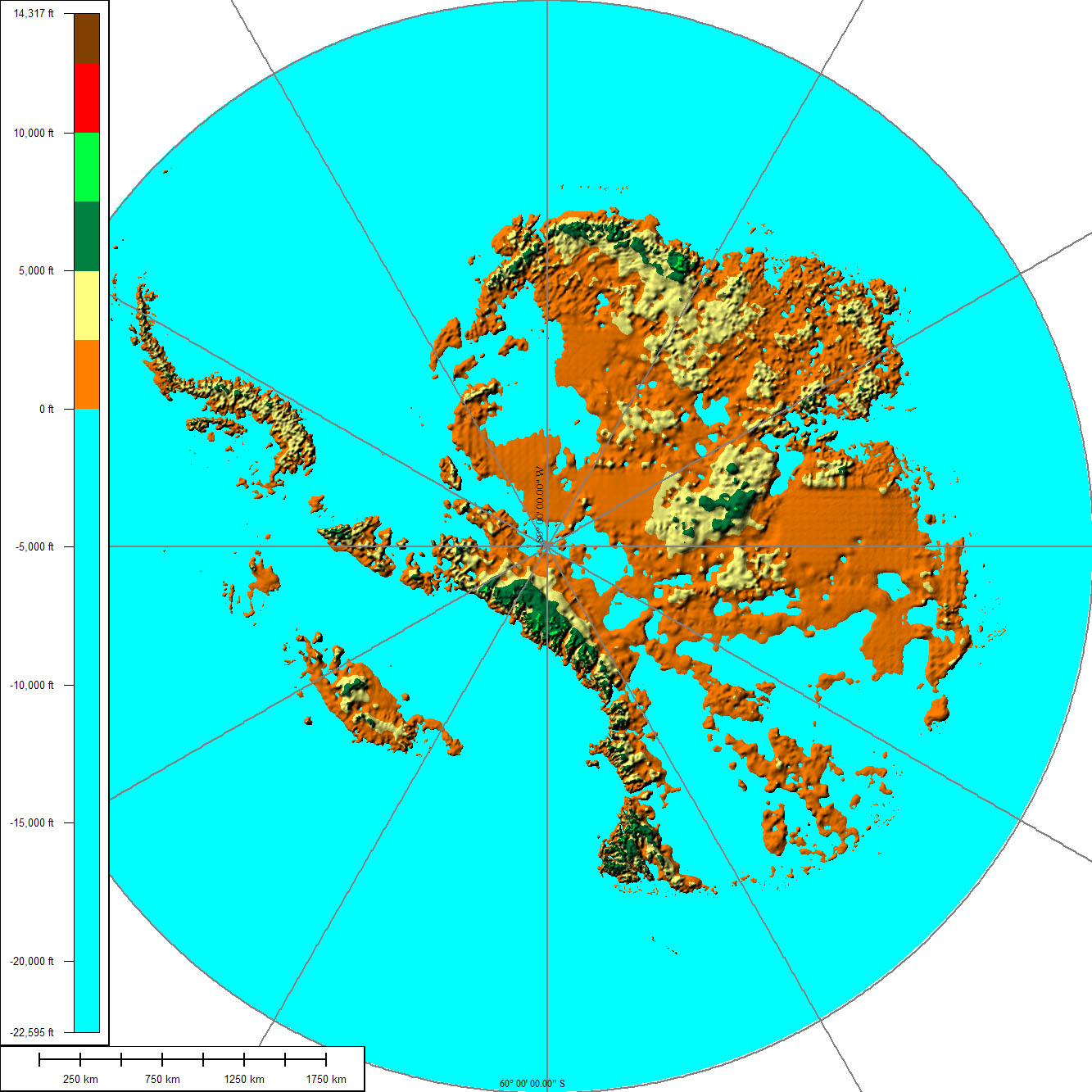
上图展现出了南极洲冰盖下的地貌形态。在左侧的图例中，蓝色的部分代表位于海平面以下的大陆，其它颜色则表示高于海平面的部分。相邻颜色间的高度差是760米。图片上的高度未修正南极冰盖融化可能带来的海平面上升和地壳均衡回弹所产生的影响

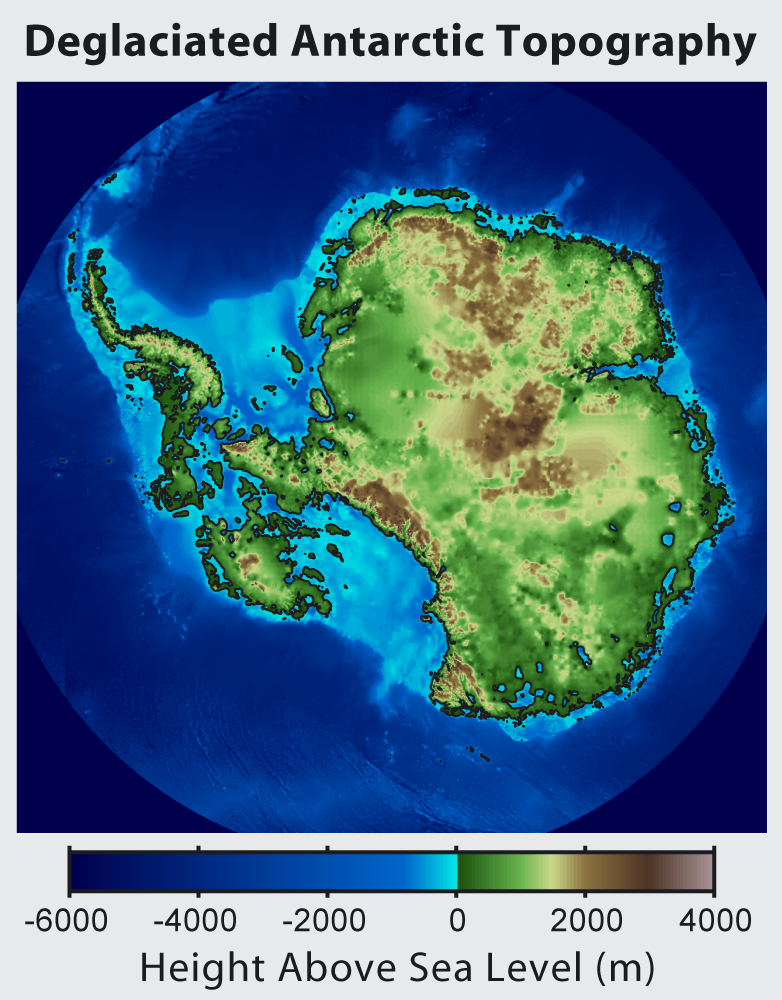
在移除冰蓋、修正地殼均衡回彈和海平面上升影响之后的南極洲地形圖。因此，该图表示了三千五百萬年前地球足够温暖以至于不会产生大规模冰盖时候南极洲的樣子

### 地质学历史和古生物學
一億七千多萬年前，南极洲是冈瓦那超大陆的一部分。随着时间的推移，冈瓦那超大陸隨着板块运动逐渐解体。现在所称的南极洲形成于2500万年前。南极洲并不总是寒冷干燥，千里冰封。在一段時期內，南极洲的位置比现在偏北许多，因此也曾具有热带和温带气候，而且也是很多古生物的栖息地。

#### 古生代（5.4億年–2.5億年前）
寒武纪时期的冈瓦那超大陸气候温和。當時西部南极洲有一部分處于北半球，大量的砂岩、石灰岩和页岩也在此时期沉积。东部南极洲则位于赤道——孕育了无脊椎动物和三葉蟲的海床的所在区域。從4.16亿年前的泥盆纪開始，冈瓦那超大陸漂移到了更往南的地方，气候也逐渐变冷，不过化石证明当时陸地上仍有植物生长。在此期间，大量的沙和淤泥沉积在现今的埃爾斯沃思山脈、霍利克山脈和彭薩科拉山脈。冈瓦那超大陸的冰期始于3.6億年前的泥盆纪末期，那时超大陸的中心已到达到南极点，气候更为寒冷，但此时大陸上仍有植物群。二叠纪时期，陸地上的植物以种子植物为主，如舌羊齒屬植物（一種長在沼澤裡的种子蕨）。隨着時間推移，这些溼地变成了横贯南极山脉下的煤层。二叠纪末期，冈瓦那超大陸的大部分地区因为气候的持续转暖而变得燥热。

#### 中生代（2.5億年–6600萬年前）
气候的持续转暖导致极地冰盖融化，岡瓦那超大陆的大部分区域成为沙漠。这时东部南极洲出现了許多種子蕨，并有大量砂岩和页岩沉积。三疊紀早期，類似哺乳類的合弓綱動物在南極洲很常見，這當中也包括了水龍獸。南極半島在侏儸紀（2.06–1.46億年前）時開始形成，周圍島嶼也開始浮出海面。银杏、松柏、本勒蘇鐵、木賊、真蕨和蘇鐵在此時期都相當繁茂。針葉林占据西部南極洲的时期长达整個白垩纪（1.46–0.66億年前）。此外南青冈科植物在白堊紀末期也越來越繁盛，菊石在南极洲周圍海域也很常見。南極洲上面也有恐龍，但目前只發現三個屬（冰脊龍屬、冰河龍屬和南極甲龍屬）。此外，岡瓦那超大陸是从这个时代開始分裂的。
然而，部分迹象顯示，白堊紀时期的南極洲依旧存在海洋性冰川运动。

#### 岡瓦那大陸解體（1.6億年–2300萬年前）
由于大陆扩张，原本在赤道与极地间运行的沿经线方向的洋流，开始转变为沿纬线方向流动。这一变化使得洋流功能从原本的有利于赤道与极地间的热量交换，开始转变为保持甚至加大二者之间的温差。伴随着这一变化，南极大陆开始逐渐变冷。
在侏罗纪期间（距今约1.6亿年），非洲大陆从南极大陆中分离；随后在白垩纪期间（距今约1.25亿年），印度次大陆也脱离南极大陆。直到距今约6600万年的白垩纪末期，南极洲（当时尚与澳洲相连）仍具有亚热带的气候类型和植被特点，有袋类动物群也分布于其上。进入新生代后，在距今约4000万年前的始新世，澳大利亚-新几内亚与南极洲相分离。这一变化导致沿纬线方向运行的洋流将澳大利亚与南极大陆分隔开来，南极洲的气温进一步受到影响，冰层开始出现。同时，在距今约3400万年前的始新世-渐新世灭绝事件中，温室气体二氧化碳的含量也降至760 ppm，低于较早地质年代中超过1000 ppm的水准。
距今约2300万年前，南极洲与南美洲之间的德雷克海峡终于完全分离，这导致了南极绕极流的形成。这股强烈的沿纬线方向运行的海流最终将南极洲与低纬度温暖的海水完全分隔开来。模型显示，同期大气中二氧化碳含量的进一步下降也对南极大陆的气温产生了明显影响。由此，南极大陆的冰层覆盖面积开始扩大，原有的森林渐渐为冰盖所取代。

#### 新近紀（2,300萬年前–5萬年前）
自約1500萬年前，南极大陸大部分地區已經被冰覆蓋。

#### 梅爾沙漠生物相
天狼星地層組中的梅爾沙漠植物群留有南青岡科植物的化石，顯示多明尼昂山脈遲至300至400萬年前（上新世中晚期）仍有間歇性的暖化期，使得南青岡科植物仍然能留存在山脈上。更新世之後，冰河期再度襲捲整個南極大陸，並導致所有主要的植物滅絕。

### 現状

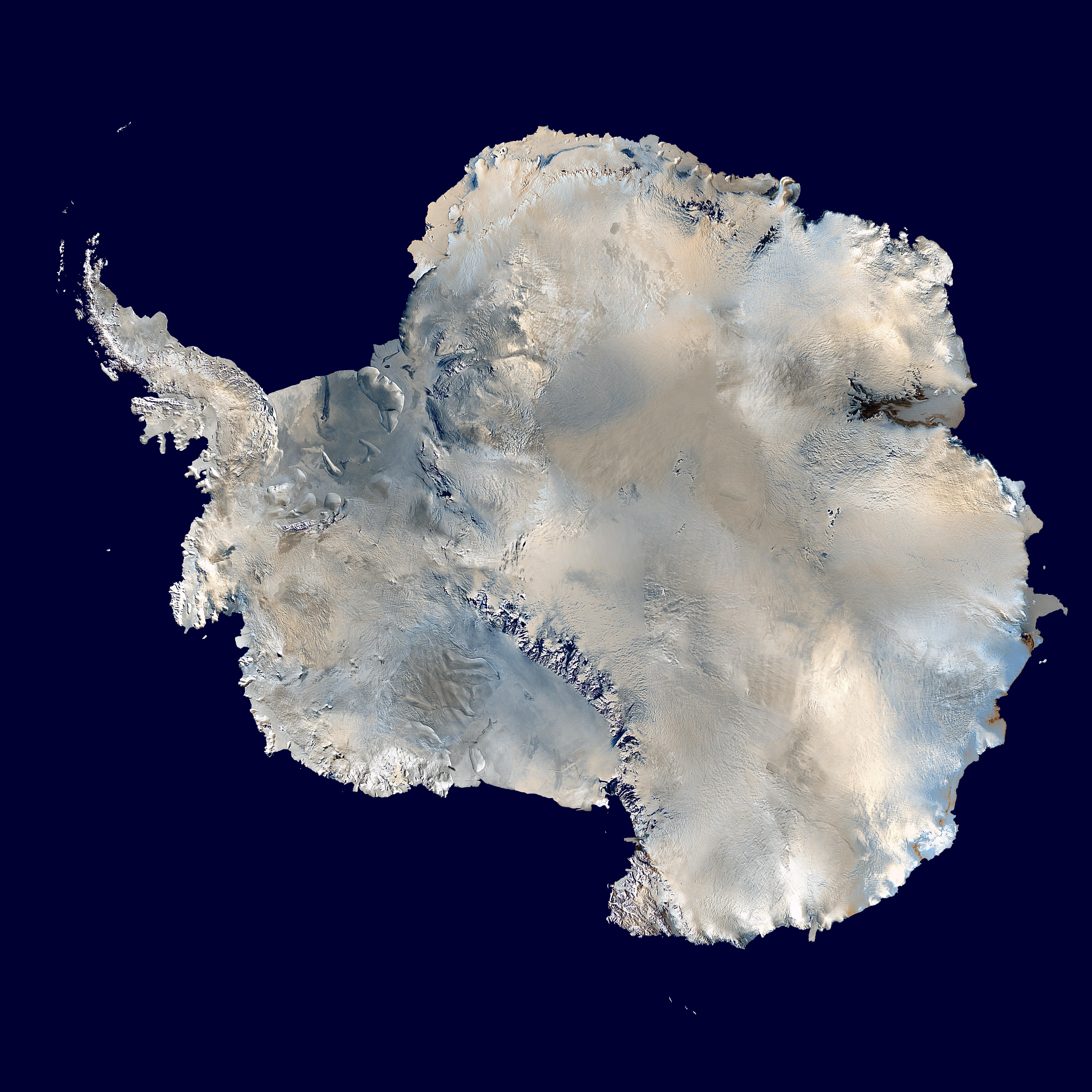
NASA拍摄的南极洲正投影图像

南极洲表面覆盖了厚厚的冰层，但长期以来关于南极洲的地質學研究几乎是空白。然而，目前这一情况已经有了较大的改观，通过透地雷达、卫星影像等遥感技术，南极洲冰下的结构被人们逐步揭示出来。
从地质學角度来讲，西部南极洲很像是南美洲的安地斯山脈。南极半岛由古生代晚期和中生代早期的抬升和海床沉积物变质作用形成。这种沉积物隆起伴随着火成侵入和火山活动。在西部南极洲地区，最常见的岩石是侏罗纪时期形成的安山岩和流纹岩这两种火山岩。在玛丽·伯德地和亚历山大一世岛一带同样发现了火山喷发的证据，这样的喷发甚至一直持续到南极冰盖形成以后。埃爾斯沃思山脈则是西部南极洲地质结构唯一反常的地区，这里的地层情况与东部南极洲更为接近。
东部南极洲的地质结构更加多样化。对前寒武纪地质进行测定，发现一些岩石形成于30多亿年前，这些岩石主要是变质岩和火成岩，它们构成了这块区域地盾的基底。在这层基底之上是各种岩石，比如砂岩、灰岩、以及形成于泥盆纪和侏罗纪时期的构成横贯南极山脉的页岩等，而且有煤層存在。在临海地区，如沙克尔顿山脉和维多利亚地也出现了一些断层。

### 矿产资源
南极大陆已探明的矿产资源主要是煤。最早的記錄是弗兰克·怀尔德在尼姆罗德探险期间在比爾德摩爾冰川附近发现煤的存在。現在人们已经知道低级煤在横贯南极山脉中有着非常广的分布。南极洲主要的矿产资源大多分布在近海地区。铁矿是南极大陆所发现的储量最大的矿产，主要位于东南极洲查尔斯王子山脉。其铁矿蕴藏量，初步估算可供全世界开发利用200年。除铁和煤之外，还有南极半岛的铜、钼以及少量的金、银、铬、镍和钴；南极横贯山脉地区的铜、铅、锌、银、锡和金；东南极洲的铜、银、锡、锰、钛和铀等有色金属等已发现的矿床、矿点100多处。南极洲的石油储存量约500亿～1000亿桶，天然气储量约为30000亿～50000亿立方米，主要分布在罗斯海、威德尔海和别林斯高晋海以及南极大陆架。
對於這些礦產資源，南极条约环境保护议定书禁止开采（科學研究除外），有效期從1998年起計50年，但目前尚無有效期後的開發協議。

## 人口
一些國家在南极洲設置了常駐研究站。在冬季，位於南极洲大陸及附近島嶼從事科學研究或其他相關工作的人員約有1,000人，到了夏季人數則是5,000左右，因此南极洲的人口密度在冬季和夏季分別是每百萬平方公里70人和350人。許多研究站全年有人驻守，在南极过冬的人员通常都是执行持續一整年的任务。2004年，俄羅斯的别林斯高晋站設立了一座俄羅斯正教會的三一教堂，每年會有一兩位司祭輪流驻守。

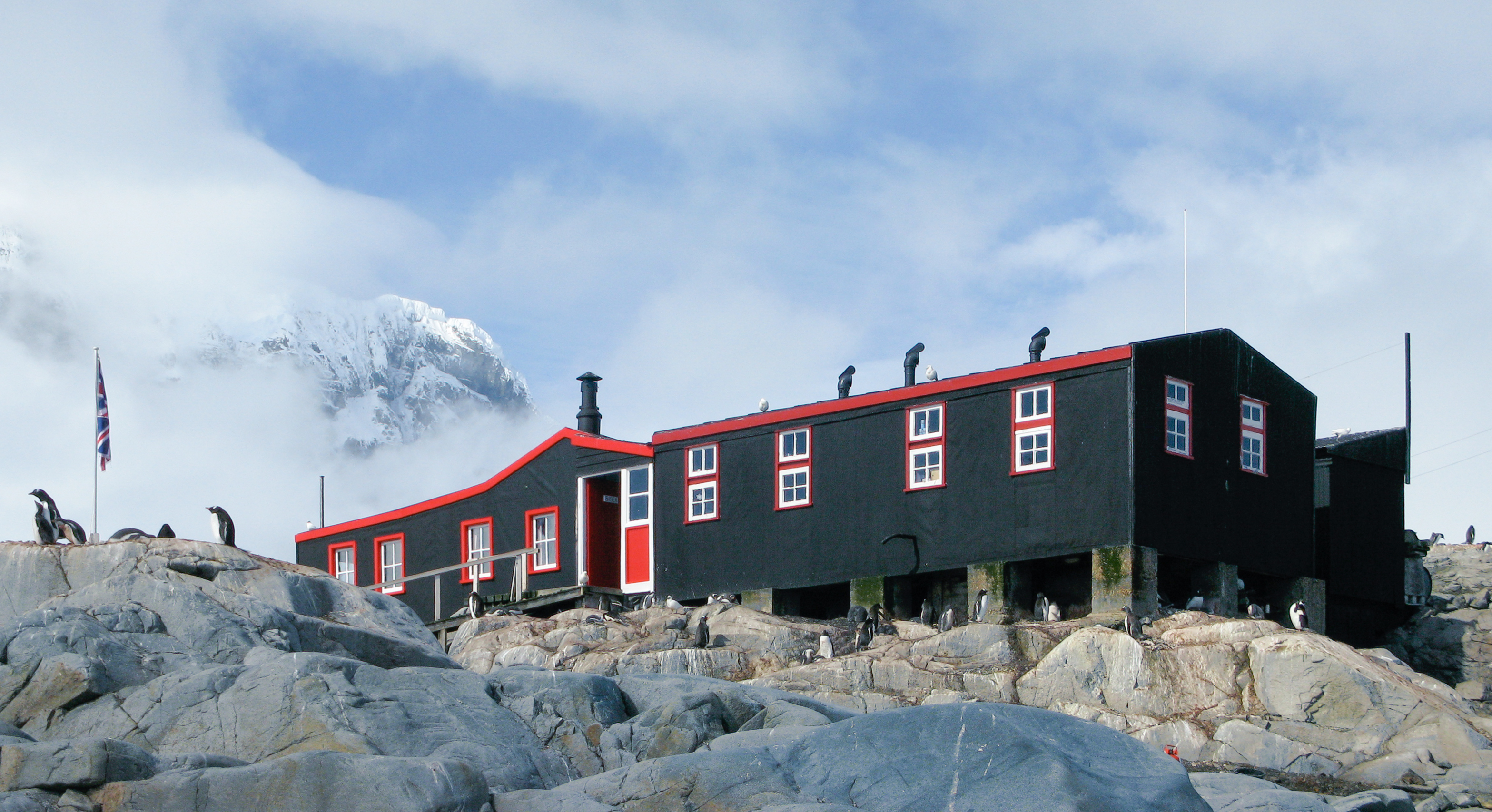
洛克羅伊港博物館

最早在南极洲附近（南极辐合带以南）半永久居住的人是從1786年起在南乔治亚和南桑威奇群岛驻留一年以上的英國和美國的海豹獵人。在捕鯨时期，夏季島上人數超過一千（有時甚至超過兩千），冬季則是200左右，直到1966年才結束。在捕鯨獵人中挪威人占大多數，而英國人也逐渐增多。他們的居住地包括古利德維肯、利斯港、爱德华国王角、斯特羅姆內斯、胡斯维克、奧拉夫王子港、海洋港及戈德蘇爾灣。捕鯨站的主管及資深人員經常和家人同住，其中包括葛利特維根基地的創始人卡爾·安東·拉森船長。他是著名的挪威捕鯨人及採險家，在1910年與家人一同獲得英國公民身分。
第一個在南极辐合带出生的人是挪威女嬰佐尔法伊格·雅各布森·貢布約爾格。她於1913年10月8日在葛利特維根出生，並由南乔治亚和南桑威奇群岛的官員为她登記出生。她的父親是捕鯨站的副主管弗里達特約夫·雅各布森，母親是克拉拉·奧萊特·雅各布森。雅各布森在1904年來到該島，並在1914年至1921年期間担任葛利特維根的主管，他有兩個孩子在該島出生。
埃米利奧·馬科·斯帕爾馬則是第一位出生在南纬60度线（南极条约体系中訂定的南极洲邊界）以南的人，也是第一個出生在南極大陸的人。1978年，他在位於南極半島頂點的埃斯佩蘭薩站出生。他的父母和另外七個家庭由阿根廷到达南極，其目的是確定南極是否適合居住。1984年，胡安·巴勃羅·卡馬喬（Juan Pablo Camacho）在爱德华多·弗雷·蒙塔尔瓦总统基地出生，成為第一位在南極洲出生的智利人。現在，南極洲已有幾個基地擁有帶小孩的家庭，這些小孩在研究站內設立的學校上學。截至2009年，已有11個小孩在南极洲出生（南纬60度线以南），其中八人出生在阿根廷的埃斯佩蘭薩基地，另外三人出生在智利的弗雷蒙塔爾瓦基地。

## 政治

自2002年以来南极条约的徽章

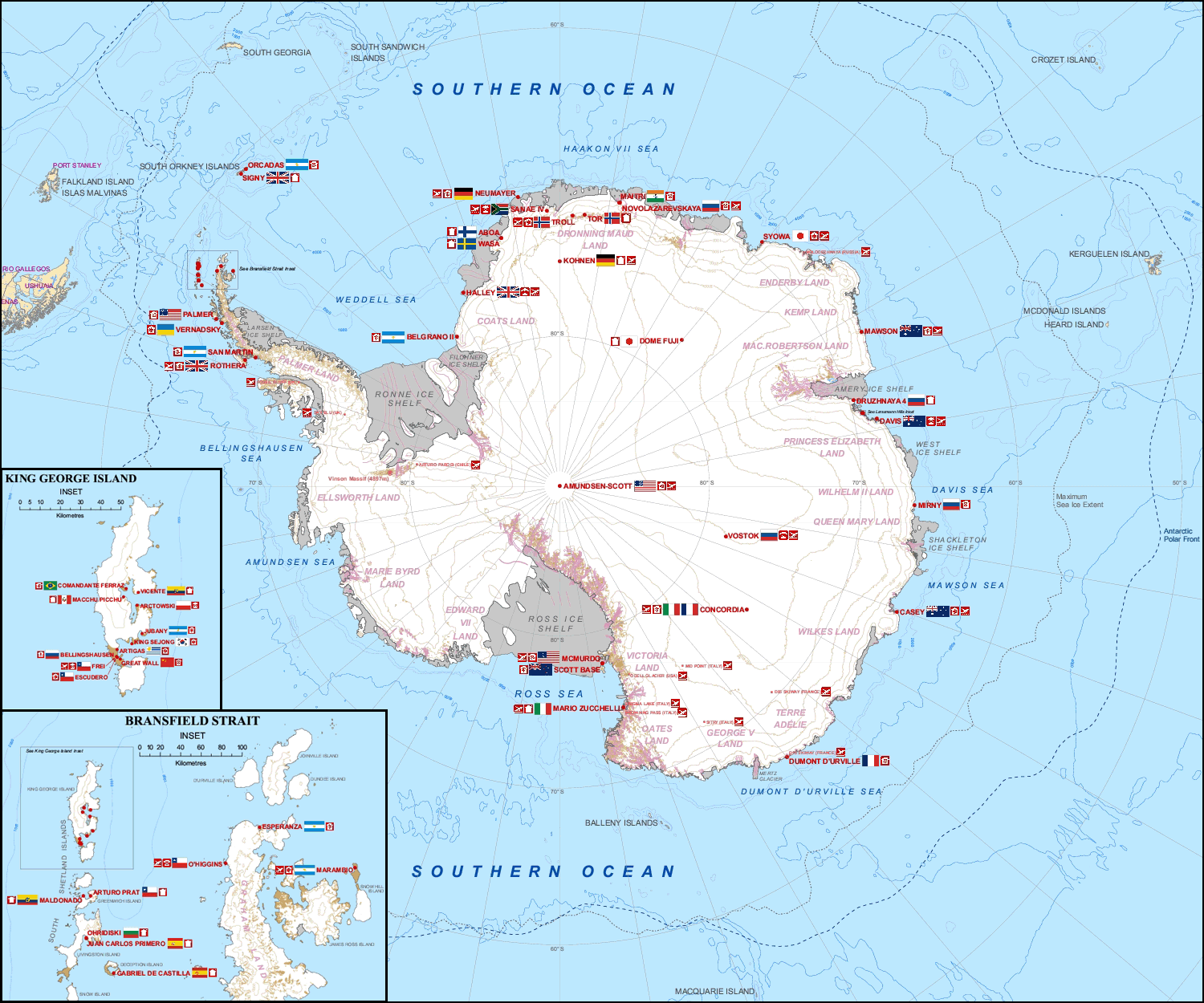
29個國家南極計劃共同支持在南極洲的科研（2009年）

一些國家聲稱在南极洲的某些地區擁有主權，其中有些國家互相承認對方的主張，但這些領土主張的有效性並不受普遍承認。
1959年，苏联、英國、阿根廷、智利、澳大利亚和美国等12個國家簽訂了《南极条约》，该条约及一系列相关协议被称作南极条约体系。条约规定：南极洲包括南纬60°以南的一切陆地和冰架；在上述范围内，可以进行科学研究和环境保护，禁止任何军事行为。此條約是冷戰時期第一個進行軍備控制的條約。自签订以来，一切主权声索均被搁置。雖然如此，2015年時，挪威仍然宣布将毛德皇后地与南极点之间的地区并入辖区。
1983年，南極條約诸締約國协商規範南極洲的采矿业。以绿色和平（在罗斯海地区建有世界公园站，每年都会进行探险以评估人类对南极洲环境的影响。）為首的一些國際組織联手公开施压，要求禁止在南極洲进行礦業開採。1988年，《南极矿物资源活动管理公约》（CRAMRA）正式通过。然而次年便因澳大利亚和法国声称不予认可而陷入尴尬境地。两国转而提出一个综合框架，以确保南极环境问题得到协商。《关于环境保护的南极条约议定书》（即《马德里议定书》）为其他国家所效仿，并于1998年1月14日正式生效。《马德里议定书》禁止在南极洲的一切开采行为，将南极洲定位成一个“致力于和平和科学的自然保护区”。

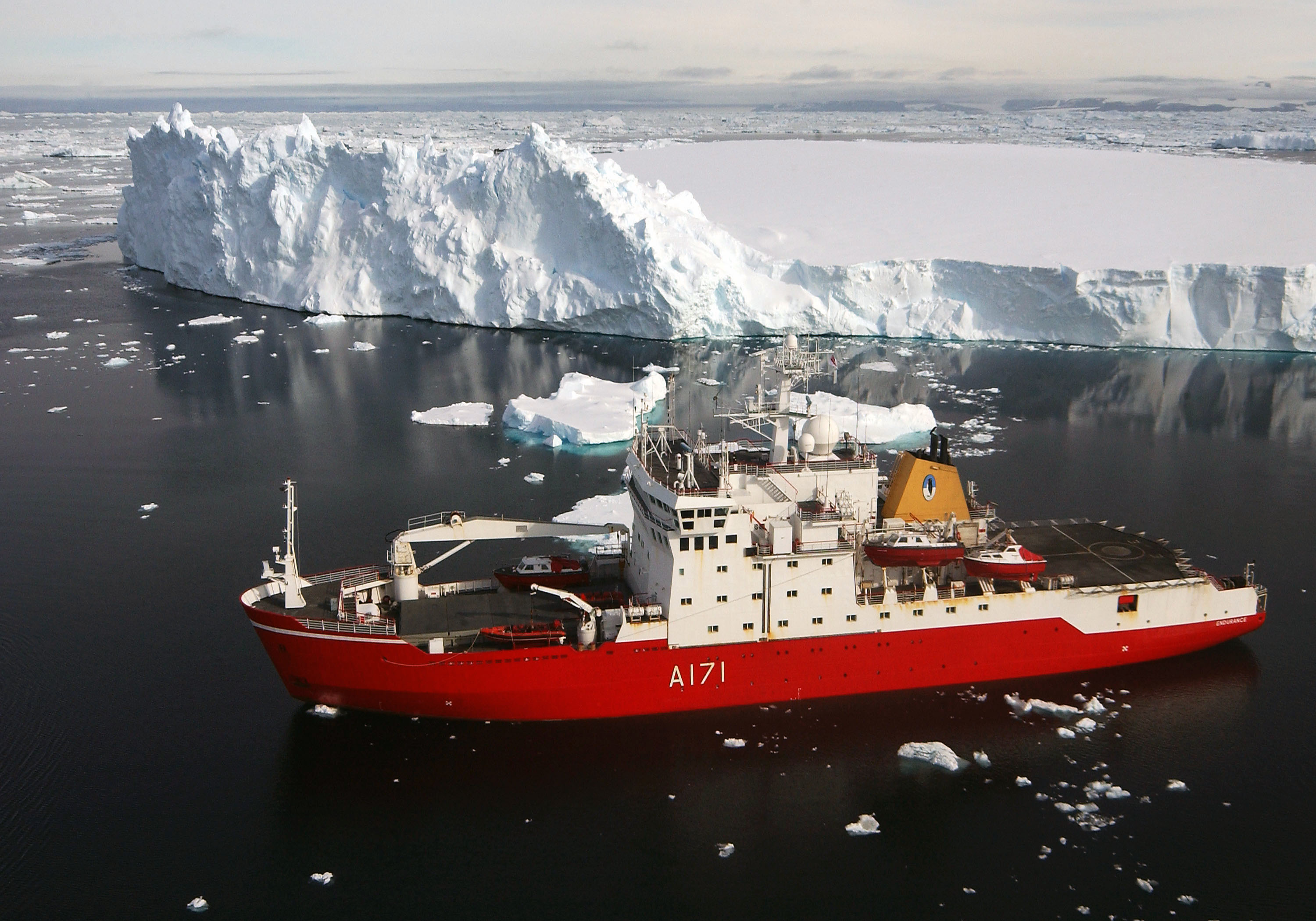
英国皇家海军堅忍號是英國皇家海軍在英属南极领地使用的巡邏艇

《南極條約》禁止任何南極洲軍事活動，包括設立軍事基地或防禦工事、進行軍事演習、測試軍備等。軍人或軍備只允許為了科學研究或其他和平的目的進入南極洲。唯一一次有記載的南極洲陸上軍事演習是阿根廷軍隊的九十行動。
美军設有南極服役獎章，授獎對象是在南极洲服役的軍人或平民。此獎章設有「越冬橫槓」，頒發給整個冬季期間留在南极洲的人員。

### 领土争端
| 年份   | 國家   | 領土                                                                     | 範圍                                | 圖示 |
| ------ | ------ | ------------------------------------------------------------------------ | ----------------------------------- | ---- |
| 1908年 | 英国   | 英属南极领地                                                             | 20°W至82°W                          |      |
| 1923年 | 新西兰 | 罗斯属地                                                                 | 150°W至160°E                        |      |
| 1924年 | 法國   | 阿黛利地                                                                 | 142°2'E至136°11'E                   |      |
| 1929年 | 挪威   | 彼得一世岛                                                               | 68°50′S 90°35′W / 68.833°S 90.583°W |      |
| 1933年 |        | 澳大利亞南極領地                                                         | 160°E至142°2'E和 136°11'E至44°38'E  |      |
| 1939年 | 挪威   | 毛德皇后地                                                               | 44°38'E至20°W                       |      |
| 1940年 | 智利   | 智利南极领地                                                             | 53°W至90°W                          |      |
| 1943年 | 阿根廷 | 阿根廷属南极地区                                                         | 25°W至74°W                          |      |
| –      | 无     | 无争端地区 （埃尔斯沃思地90°W至103°24'W） （玛丽·伯德地103°24'W至150°W） | 90°W至150°W （不含彼得一世岛）      |      |

| 領土聲索國         | 重疊領土區域 |
| ------------------ | ------------ |
| 阿根廷, 英国       | 25°W–53°W    |
| 阿根廷, 智利, 英国 | 53°W–74°W    |
| 智利, 英国         | 74°W–80°W    |

阿根廷、英國和智利在南極的領土主張構成重疊，引起了領土爭端。2012年12月18日，英國外交及聯邦事務部將一片尚未命名的土地命名為伊利沙伯女皇地，以作為伊丽莎白二世钻禧的貢品。2012年12月22日，阿根廷政府傳召英國駐阿根廷大使約翰·弗里曼抗議該領土主張。不過，阿根廷和英國之間的關係早已因兩國對福克兰群岛的主權爭議而破裂，而且當時正值福克蘭戰爭30周年。
澳大利亞和紐西蘭從英國獨立前，上述澳大利亞的聲稱領土和紐西蘭的聲稱領土均為英國的領土。英國、澳大利亞、紐西蘭、法國、挪威均互相認可對方的領土主張。目前，澳大利亞在南極洲的聲稱領土是當中面積最大的一幅。
其他《南極條約》的成員國亦對南極洲的土地有興趣，但該條約並不允許这些国家在條約生效時提出領土主張：
- 巴西：1986年指定了「有興趣的區域」，但這不是正式的領土聲請[103]。
- 南非：在兩次世界大戰期間以及1963年至1994年，南非對南極洲提出了領土主張。儘管現在已經放棄但還是保留提出領土聲請的權利[104]。
- 秘魯：1976年對西經84°至90°之間的區域也提出了類似的非正式主張[105]。
- 乌拉圭：自1973年以來，烏拉圭非正式地對格林威治子午線和西經25°之間的區域提出了主權要求，並自1977年起提議將該區域擴大到東經20°[106]。
- ：於1967年聲稱對西經84°30′至西經96°30′的區域擁有權利。對南極洲部分地區的主權主張被寫入2008年厄瓜多爾憲法第4條[107]。
- 伊朗：2013年3月，伊朗伊斯兰共和国武装部队总参谋长穆罕默德·巴蓋里表示，伊朗可以根據國際法根據緯度對南極部分地區主張主權。其主張將與澳大利亞的主張發生衝突[108]。
- 俄羅斯：繼承了蘇聯依據原來的《南極條約》而提出領土聲請的權利[109]。
- 美国：保留依據原來的《南極條約》而提出領土聲請的權利[109]。

此外，以下国家曾经对南极进行过主权要求：
- 德国：东经20°至西经10°的南极地域，1939年至1945年宣称拥有主权，称为“新士瓦本地”（德語：Neuschwabenland）。
- 大日本帝国：南緯80°05′西經156°37′的南極地域，1912年至1952年宣稱擁有主權，稱為“大和雪原”（日语：／）。

## 经济

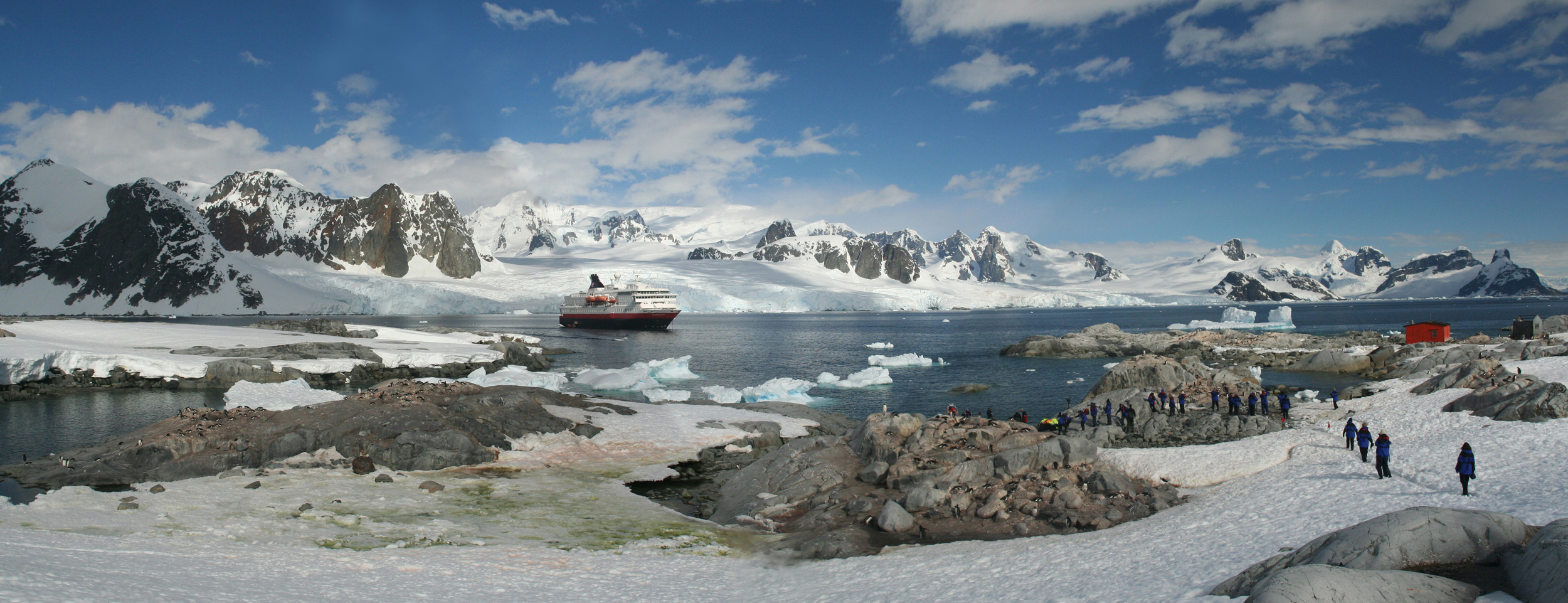

目前南极洲的經濟活動只有离岸的捕鱼业和小规模的旅游业，但上述两项活动均在南極洲外圍進行。 
1998年7月1日至1999年6月30日期间，南极洲的捕鱼量达到了119,898吨。然而，非法捕鱼量比受监管的合法捕鱼量多五至六倍。在1998年间法国及澳大利亞至少充公8只用于非法捕鱼的捕鱼船。2000至2001年间，在南极洲海域的捕鱼量达到了112,934吨。
雖然發現煤炭、烃类、鐵、铂、铜、铬、镍、金等礦藏，但其儲藏量并未达到值得商业开采的程度。另外，在1991年签署、1998年正式生效的南極條約環境保護議定書限制了各国对南极洲矿产资源开采。此协定禁止除科学研究外的一切资源开采活动，并将在2048年重新审阅此协定。因此，南极洲的主要经济活动为捕鱼及离岸渔业贸易。
南極洲自1957年起开始发展小规模的“探险旅游”，虽然这类旅游亦受南极条约议定书所限制，但实际上是由国际南极旅游组织协会（IAATO）进行自我规管。虽然并非所有開往南极洲的旅游船只都属于IAATO成员，但是95%的南极洲旅游活动都是由IAATO成员组织的。大部分旅游活动是乘小型或中型船前往南极洲，並主要前往一些較易抵達、為獨特野生動物的集中地的特定景點。據IAATO統計，2015年至2016年間總共有38,478名遊客赴南極旅遊。
目前有人对游客大量涌入可能对环境及生态系统产生的有害影响感到担忧。一些环保人士和科学家呼吁针对旅游规模和旅游设施制定更为严格的规定。针对这一点，南极条约议定书缔约方的主要回应是由其环境保护委员会与IAATO进行合作，共同对登陆点进行约束，并且限制或关闭一些访问频繁的旅游景点。另外，南极不着陆观光航班在1979年发生导致机上257人全部遇难的新西蘭航空901號班機空難前一直由澳大利亚及新西兰运营，航班其後停飛。20世纪90年代中期，澳洲航空恢复了从澳大利亚到南极洲的商业观光航班。
目前约30个国家在南极洲建立了约70座南极科学考察站，其中包括40座全年性或永久性科考站以及30座季节性（夏季）科考站。在夏季，这些科考站大约有4000人居住，而冬季有大约有1000人居住。
在ISO 3166-1 alpha-2中，“AQ”代号被分配给南极洲整个大陆，并且不考虑该地点的具体管辖权。但国际电话区号以及货币的使用则根据居住点的行政管理国家的不同而異。另外，有一种货币叫做“南极元”，但它并不是法定货币，而是一种在美国、加拿大销售的纪念品。

## 探索研究

### 历史

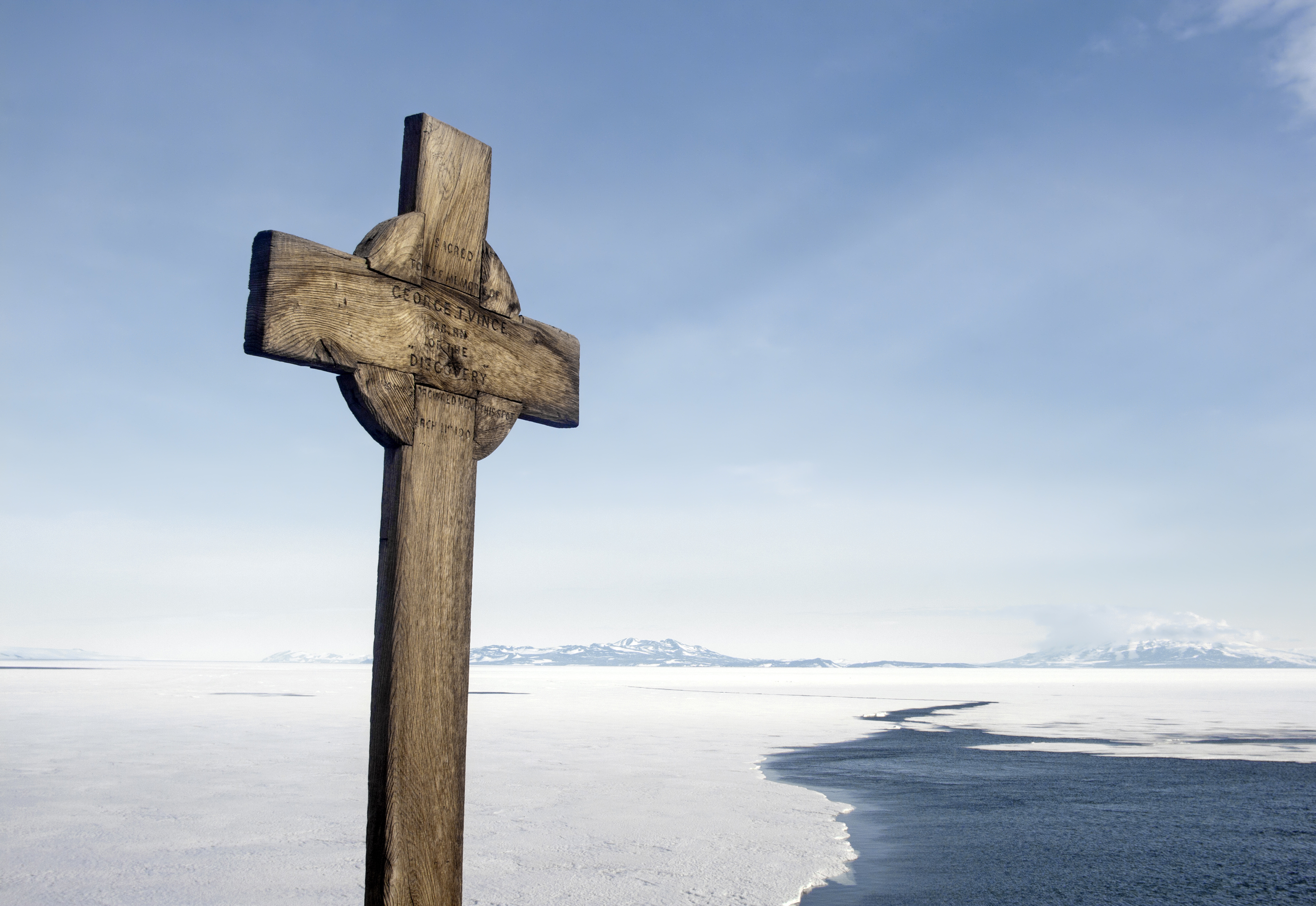
在1904年2月竖立的十字架，以纪念死于附近的英国探险队员喬治·文斯

南极洲既没有原住民，也没有永久居民，而且目前尚無证据表明在19世纪之前有人類发现南极洲。不过，在公元1世纪时，托勒密提出，地球是有对称性的。自那时起，人们就相信在遥远的南方有一片「未知的大陆」存在，以平衡北方欧洲、亚洲和非洲北部等北方大陆。直到17世纪晚期，探险家们发现南美洲和大洋洲并非是传说中的「南極大陸」的一部分。當時的地理学家相信南方存在一块比现今的南极洲大的多的大陆。
「Terra Australis」（南方大陆）一词并未用于指代南极洲，而是成为了澳大利亚的代称。其原因是当时人们错误地认为在澳大利亚南边不会再有大陆。探险家馬修·福林達斯亦推广了用「Terra Australis」命名澳大利亚的做法。他在自己的《南方大陸之行》的引言中这样解释书名：
我们已经不可能在更南的地方发现这种面积的独立的大陆了。鉴于这个国家在地理上的重要性以及在地球上的位置，「Terra Australis」（南方大陆）这个名字是贴切的：它有历史，而且和声称发现这块大陆的两个国家都没关系，不像其他可选择的名字一样会招来反对。所以推荐使用这个名字。
但是，歐洲人制作的地圖中繼續標示著這塊假想的大陸，直到詹姆斯·庫克的船HMS決心號和HMS奮進號在1773年1月、12月和1774年1月三度穿越南極圈。在1773年1月的那次穿越中，庫克在冰面退却之前來到了離南極沿岸約120公里的地方。但是，1820年才有三个人真正成为史上第一次看到南极洲或它的冰架的人。根据相关组织（国家科学基金会、 美国国家航空航天局、聖地牙哥加利福尼亞大學及其他資料來源）的说法，有三名男子在1820年看到南极洲或它的冰架，分别是：馮·別林斯高晉（俄羅斯帝國海軍的軍官）、愛德華·費爾德（英國皇家海軍的隊長）和塔尼尔·帕爾默（家鄉为康涅秋格州的斯托宁頓的捕猎海豹者）。由馮·別林斯高晉及拉扎列夫在東方號（Vostok）及米爾內號（Mirny）兩艘船上帶領的考察队到達了離毛德皇后地32公里的地方，並記錄了在69°21′28″S 2°14′50″W / 69.35778°S 2.24722°W所看到的一片冰架，那片冰架後來被稱為芬布爾冰架。他們比布蘭斯菲爾德早十天、比帕爾默早十個月目睹南极大陆。而第一个踏上南极大陸的人则是美國海豹捕獵者約翰·戴維斯，据稱他在1821年2月7日於西部南极洲臨近查爾斯角的休斯灣登陸。不過有些歷史學家不同意這個說法。首次能確認的登陸記錄產生於1895年，登陸地點為阿代爾角。

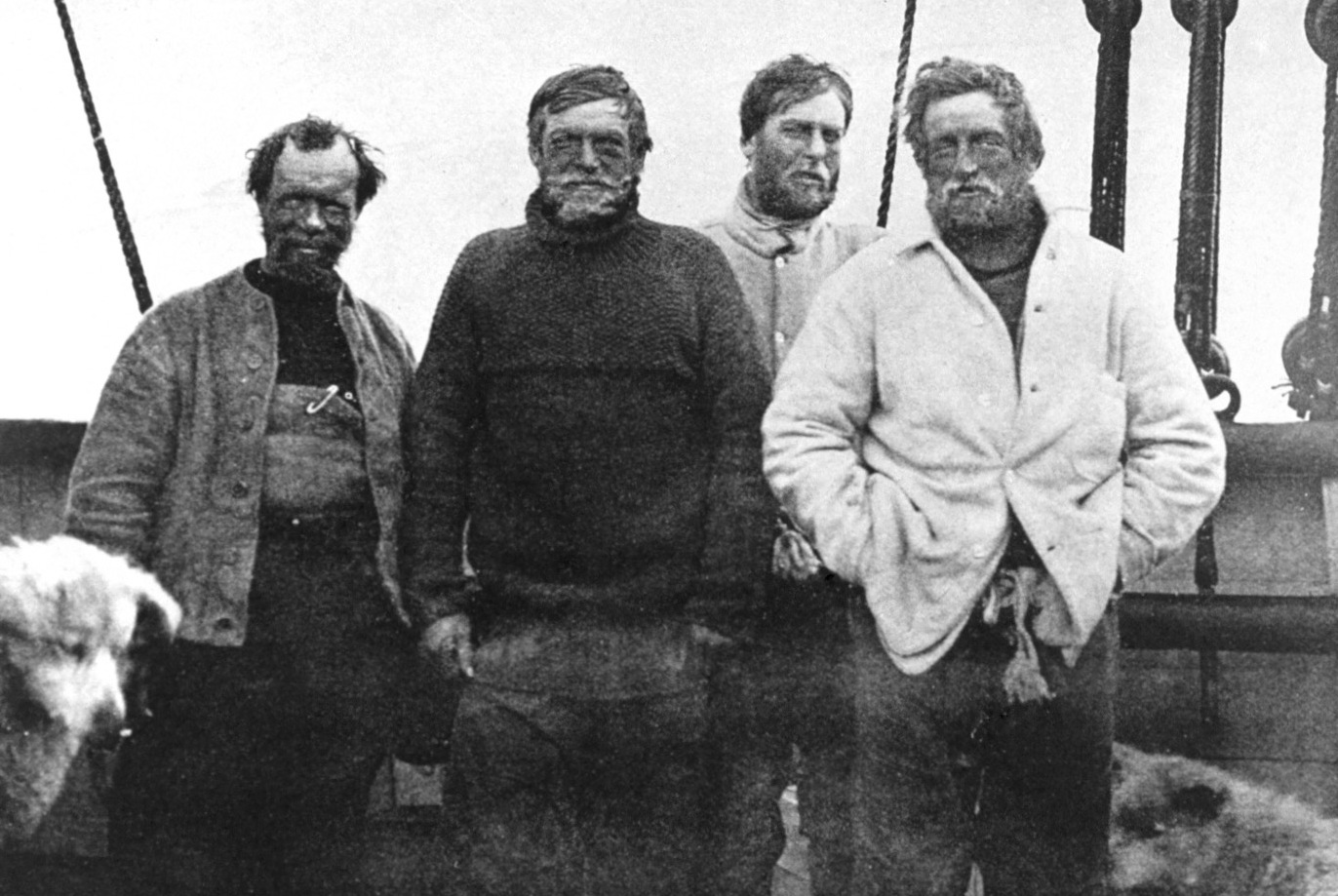
獵人探險隊南極小隊：（左起）威爾德、 沙克爾頓、埃里克·馬歇爾和詹姆森·亞當斯

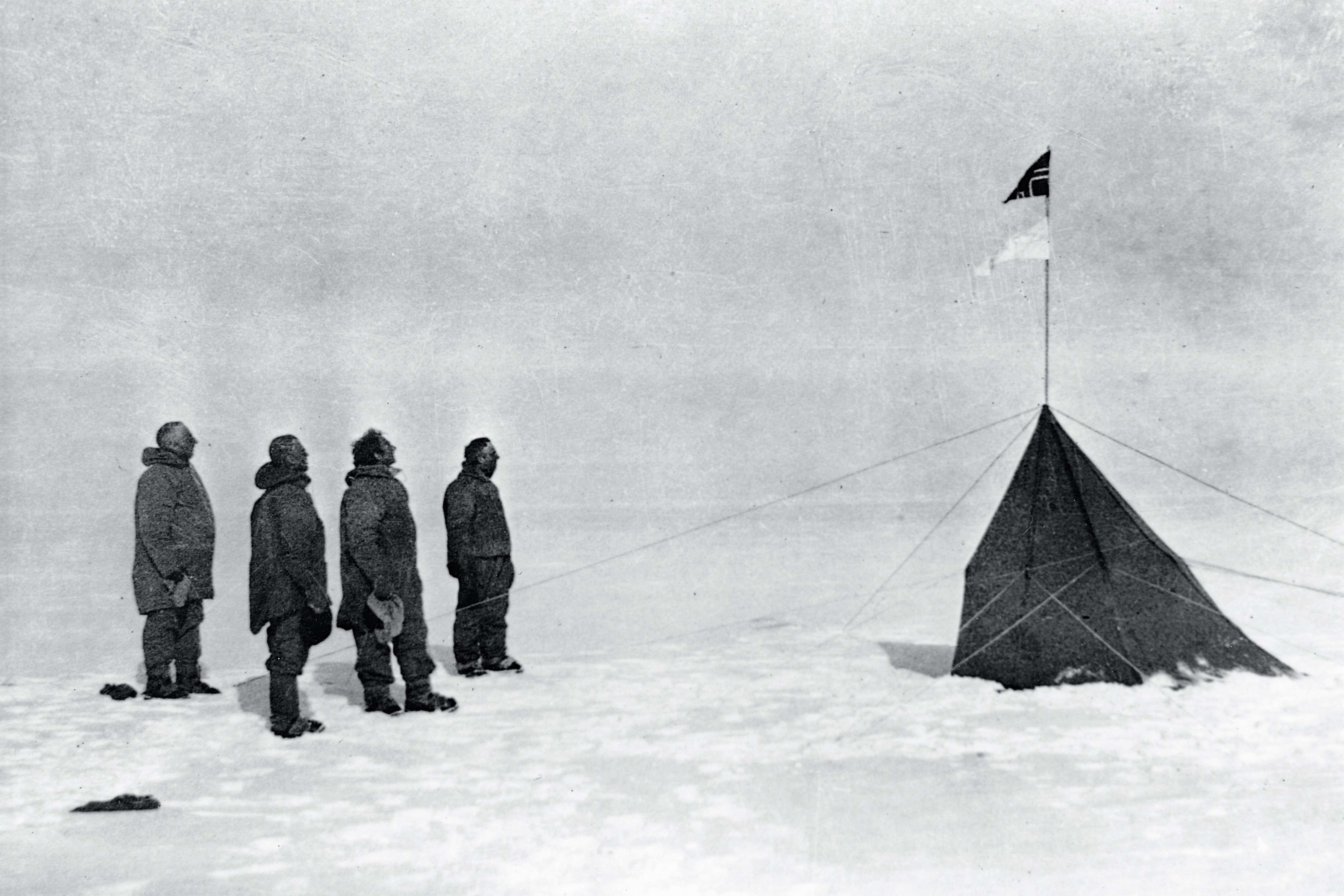
1911年，羅爾德·亞孟森和他的船員們注視著挪威國旗

儒勒·迪蒙·迪維爾船隊在1837年至1840年的遠征期間，一些成員在經過兩天在巴雷尼群島的探索後，於1840年1月22日在迪穆蘭群島最高的小島登陸，所登陸的小島阿黛利地岸邊離測地角約4公里，他們在島上採集了一些礦物質、藻類和動物標本。
美國探索遠征隊（又称“Ex. Ex.”或“威尔克斯探险队”）在1838至1842年間執行探索任務。1839年12月，部分隊員接到美國海軍命令，被要求在澳洲悉尼起錨，航行前往南冰洋。他們於1840年1月25日回報稱發現了巴雷尼群島以西的一塊南極大陸，並取名「威爾克斯地」，該名沿用至今。
1841年，探險家詹姆斯·克拉克·罗斯穿越了現在被稱為羅斯海的海灣並發現了羅斯島，罗斯海和羅斯島皆因他而命名。他經過了一個巨大的冰牆，該冰牆後來被命名為羅斯冰架。而埃里伯斯火山（Mount Erebus）和特羅爾山（Mount Terror）分別取名自幽冥號及驚恐號。麥卡托·庫柏則於1856年1月26日登陸东部南极洲。
1907年，在欧内斯特·沙克尔顿率領獵人號進行探索的時候，由葉吉沃茲·大衛領軍的小隊完成了人類歷史上首次攀爬埃里伯斯火山並抵達地磁南极的任務，歸程則由道格拉斯·莫森領導。他在任務完成後又擔任了其他探險隊的領袖，直到1931年退休。此外，沙克尔顿和三名遠征隊的隊員在1908年12月至1909年2月期間達成了人类史上的數個「第一次」：第一次到達羅斯冰架、第一次橫越横贯南极山脉（經由比爾德摩爾冰川），以及第一次踏上南極高原。由挪威極地探險家羅阿爾·阿蒙森帶領的一支南極探险队乘坐前进号進發，於1911年12月14日成為了最早到達南極點的探險者。他們經由鲸湾走到阿塞爾海伯格冰川。一個月之後，斯科特的遠征隊才到達南極點。
在1930至1940年間，李察·柏德领导了幾次前往南極洲的飛行行动。他相信，不久後人們就会在南極洲實施機械化的陸路交通運輸並進行廣泛的地質和生物研究。然而，之後一段时间並没有任何人再次踏上南極。1956年10月31日，由海軍少將喬治·達范克帶領的一隊美國海軍小隊成功在南极洲降落。
新西兰的大衛·亨利·劉易斯是第一个独自抵达南极洲的人。他于1972年乘着一艘名為冰鳥號的10米长钢制单桅帆船登陆。
目前，世界上有20个国家在南极洲建立了150多个科学考察基地。

### 科學考察站

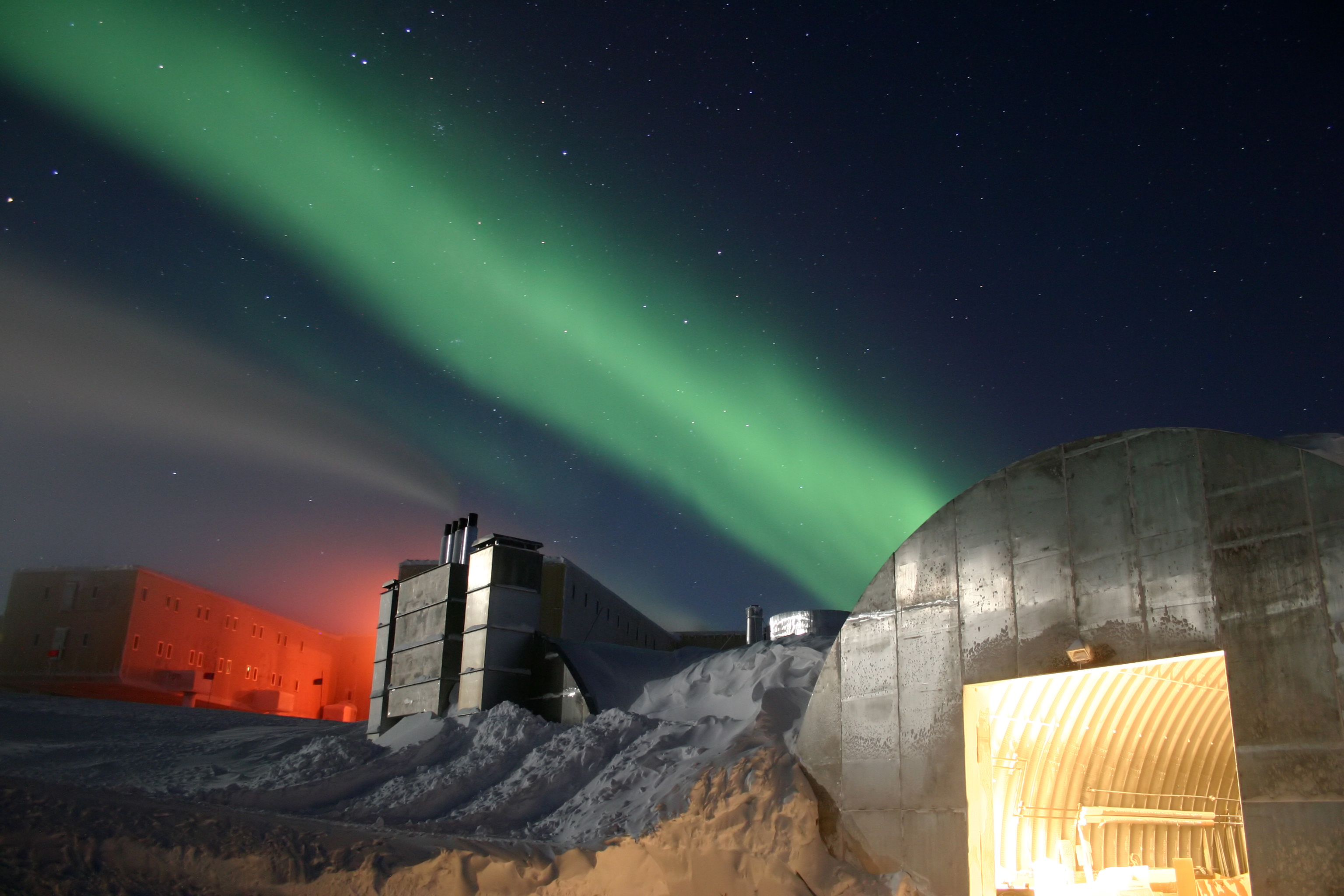
阿蒙森-斯科特南极站，满月及长达25秒的曝光时间使得相机能夠充分曝光。照片中最左边的考察站、中间的发电站以及右下方的机械车库清晰可見，而背景中的绿色光是极光

每年有来自28个国家的科学家在南极进行一系列實驗，這些實驗無法在其他環境進行。夏季有超过4000名科学家在科学考察站中开展研究，到了冬天，人数减少至略多于1000名。麦克默多站是南极洲最大的考察站，能够同时容纳超过1000名科学家、访客及游客。
研究者包括生物学家、地质学家、海洋学家、物理学家、天文学家、冰川学家以及气象学家：地质学家主要研究板块构造论、来自外太空的陨石以及與冈瓦那大陆解体有關的地质研究资料；冰川学家则集中于研究浮冰、季节性积雪、冰川和冰盖的历史及其动力学；生物学家除了研究野生动物外，也研究恶劣温度环境與人类的出现對各种野生生物的适应及生存策略的影響；医生研究极端温度下病毒的傳播與人體的反应；在阿蒙森-史考特南極站的天体物理学家则研究天球以及宇宙微波背景辐射。由于高海拔地区大气层稀薄、极低的气温使得大气中水蒸气含量较低，而且没有光污染，南极具有比地球上任何地方都清晰的太空视野。因此，在南极洲的天文学观测結果比其他地区更好；此外，在阿蒙森-史考特南極站下方2公里有世界上最大的中微子望远镜，利用南极冰作为屏蔽层和观测介质來觀測中微子。
自20世紀70年代开始，在南极洲上方大氣層的臭氧层的研究成為一個重點研究方向。1985年，三名英國科学家分析了在布倫特冰架上的哈雷研究站收集到的数据，发现南极洲上方的臭氧层存在一个“空洞”。人們最终证实臭氧层空洞是由人类产生的氯氟烴造成的。1989年，針對氯氟烃的蒙特婁議定書生效，人們估計臭氧層大约需要到2050至到2070年才能回歸到1980年的水平。而在當今破壞下，可能要等到22世紀。

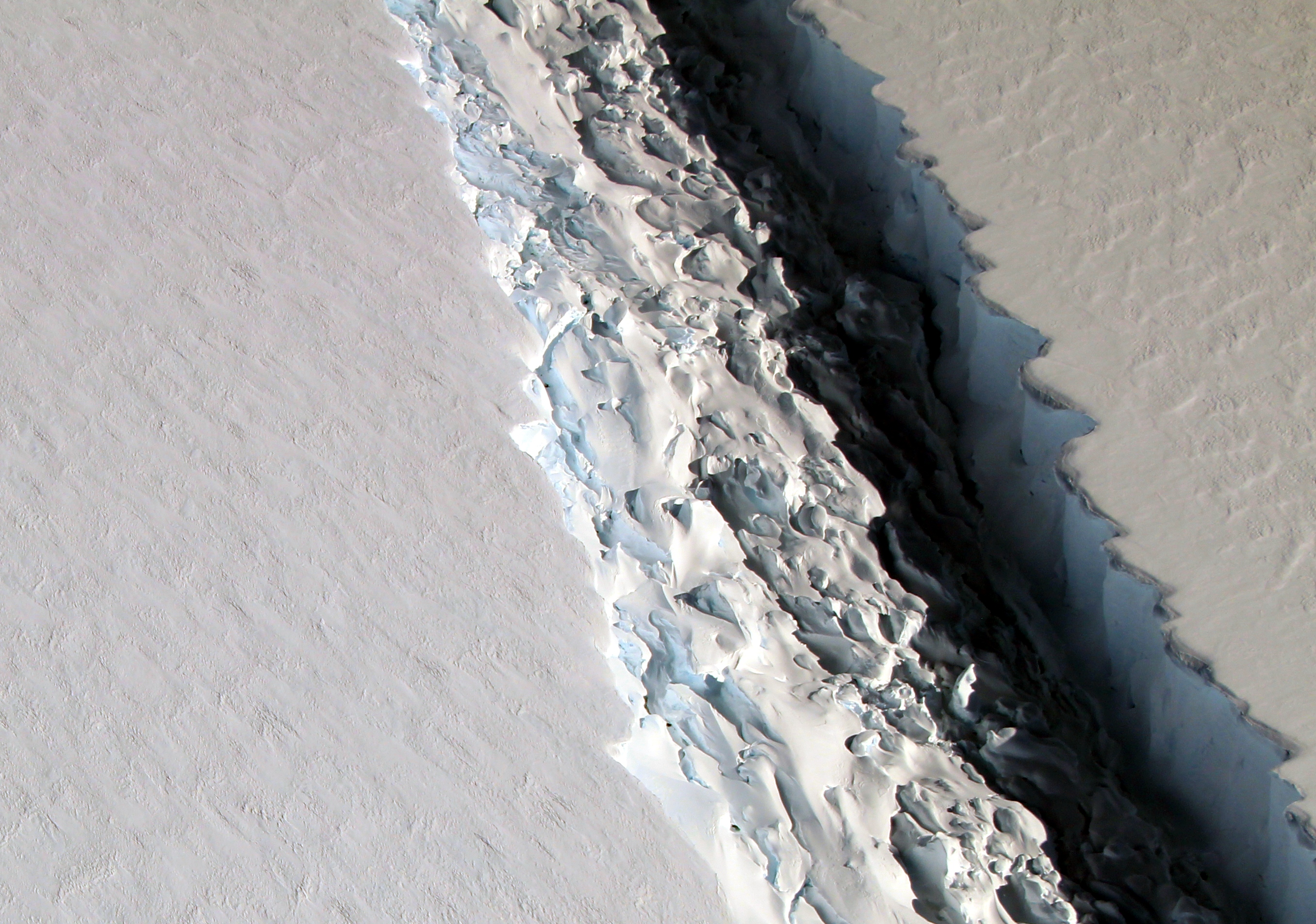
图为2016年11月16日美国航空航天局科学家拍摄的南极洲半岛拉爾森C冰架的巨大裂缝

美国国家航空航天局2006年9月的卫星数据显示，南极上方的臭氧层空洞面积已达到275萬平方公里，是有紀錄以来的最大值。目前研究者尚未完全瞭解臭氧层變稀對南极洲气候的影響。
2007年极地地理空间中心成立。借助地球空间信息科学技術和遥感技术，空間中心向美国联邦政府资助的研究小组提供了地图绘制服务。现在，该中心可以每45天绘制一遍完整的50公分精度南极地图。
2007年9月6日，以比利时為主導的國際極地基金會推出伊丽莎白公主站計畫。伊丽莎白公主站是第一個實現了零排放的極地科學站。它的主要研究方向是氣候變遷。作为2008年國際極地年活动的一部分，这个耗资1,750萬美元、由預製組件组装的科学站於当年年底从比利时运往南極，用来研究和監測极地地区的环境狀態。比利时极地探险家阿蘭·休伯特（Alain Hubert）表示“这个科学站是首个零排放的极地科学站，它將成為一個典範，展示了人們應該如何在南极洲使用能源”。設計團隊隊長約翰·伯特（Johan Berte）将担任科学站中气候学、冰川学和微生物学研究計畫的项目總管。
2008年1月，由休·科爾和大衛·沃恩帶領的英国南极调查局（BAS）科学家团队在《自然——地球科学》（Nature Geoscience）雜誌发表研究成果：雷達圖像航测结果表明，2200年前一座在南极冰盖下的火山爆发。这次爆发將是近一萬年以来最大規模的火山爆发。在靠近派恩島冰川的哈德森山脈下的冰面上能够找到火山灰的沉积物。
2014年的一项研究表明東南極冰蓋在更新世期間至少变薄了500米。这个研究同時指出自末次冰盛期至今，即可能从距今约14,000年开始，东南极冰蓋变薄了不到50米。

### 陨石

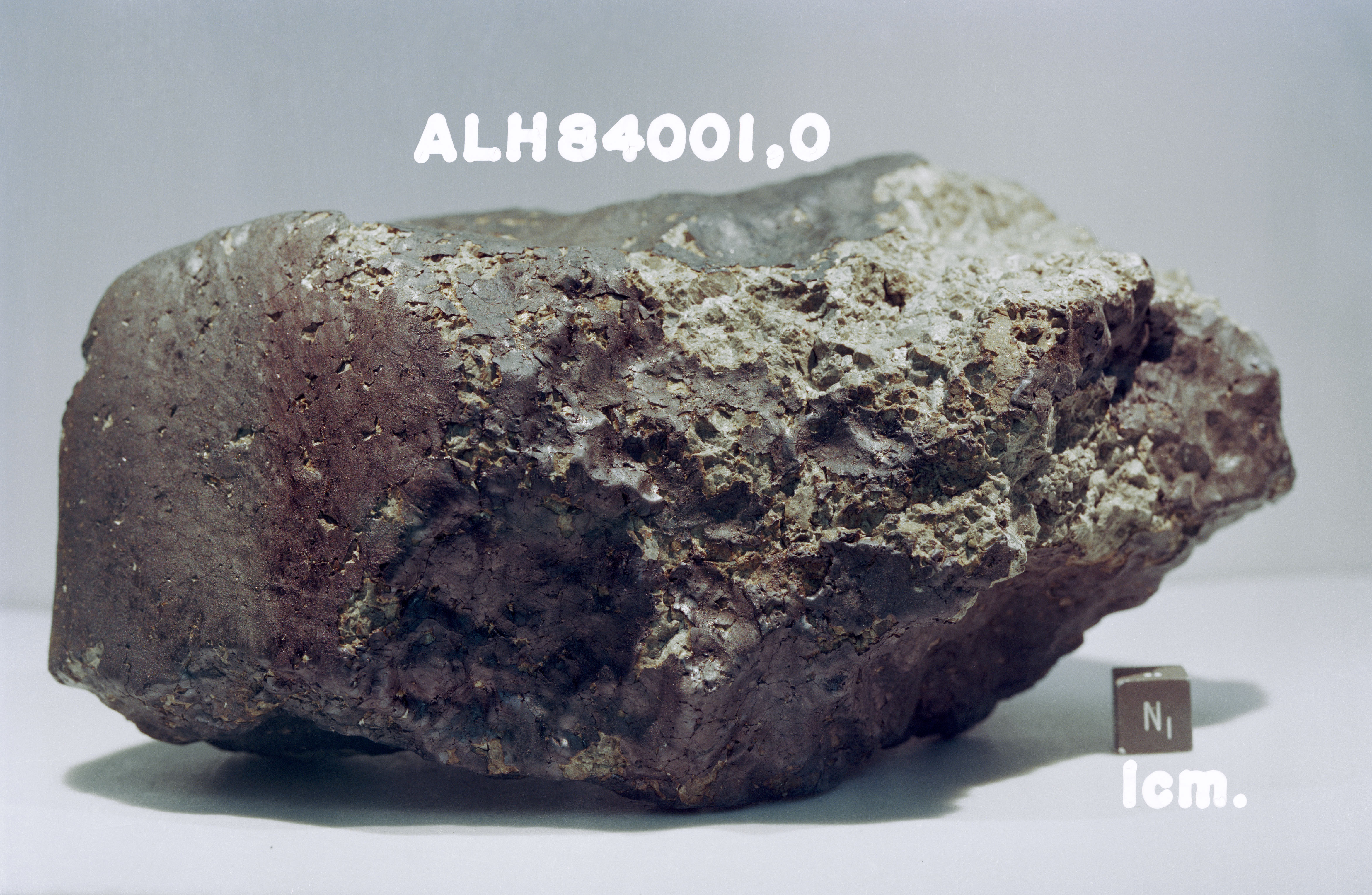
被命名為ALH84001的南極隕石，來自火星

南極洲已知是最多隕石的地方，尤於東部南極洲。來自南極的隕石是研究太陽系早期組成的一個重要領域，多數是來自小行星带之中若干小行星之间的碰撞形成陨石飛濺出去，并携带一些物质在太阳系中旅行，最终坠落到地球之上，但也有些可能是在行星上生成的。第一顆在南极洲发现的隕石是于1912年发现的阿黛利地陨石。1969年，一個日本探險隊發現了9顆隕石，大多數都是在過去數百萬年落在冰層上的。冰層的運動將這些隕石集中到有阻擋的地點，例如山腳下。它們在降雪下面埋藏了幾個世紀之後，被風的侵蝕帶到了地表。與在地球上較溫暖地區收集到的隕石相比，南極隕石相對保存完好。
大量的隕石使得科學家們能够更好地理解太陽系中隕石類型的豐度，以及隕石、小行星和彗星之間的關聯性。人們已經發現一些新類型和罕見的隕石。它們可能來自月球和火星受到撞擊而飛離的碎片。這些標本（特別是ANSMET發現的ALH84001）是辯論火星上是否有微生物的核心證據。因為隕石在太空中會吸收與記錄宇宙輻射，所以可以經由實驗室的研究確定隕石擊中地球的時間。除了墜落的時間，隕石還可以提供更多研究南極冰層環境的有用資訊。
2006年，來自美國俄亥俄州立大學的一組研究人員使用NASA的GRACE衛星發現480公里寬的威爾克斯地隕石坑。這個隕石坑可能是在兩億五千萬年前形成的。
2013年1月，在比利時南極隕石搜索任務（SAMBA）中，人們發現一顆重达18公斤的隕石，該隕石位于南森冰原上。
2015年1月，科学家在博杜安国王冰架的表層雪發現了一个1.2公里的圓截面結構，初步推测其為陨石坑。另外，一張25年前的衛星圖像恰好記錄過這個位置。

### 冰体与全球海平面

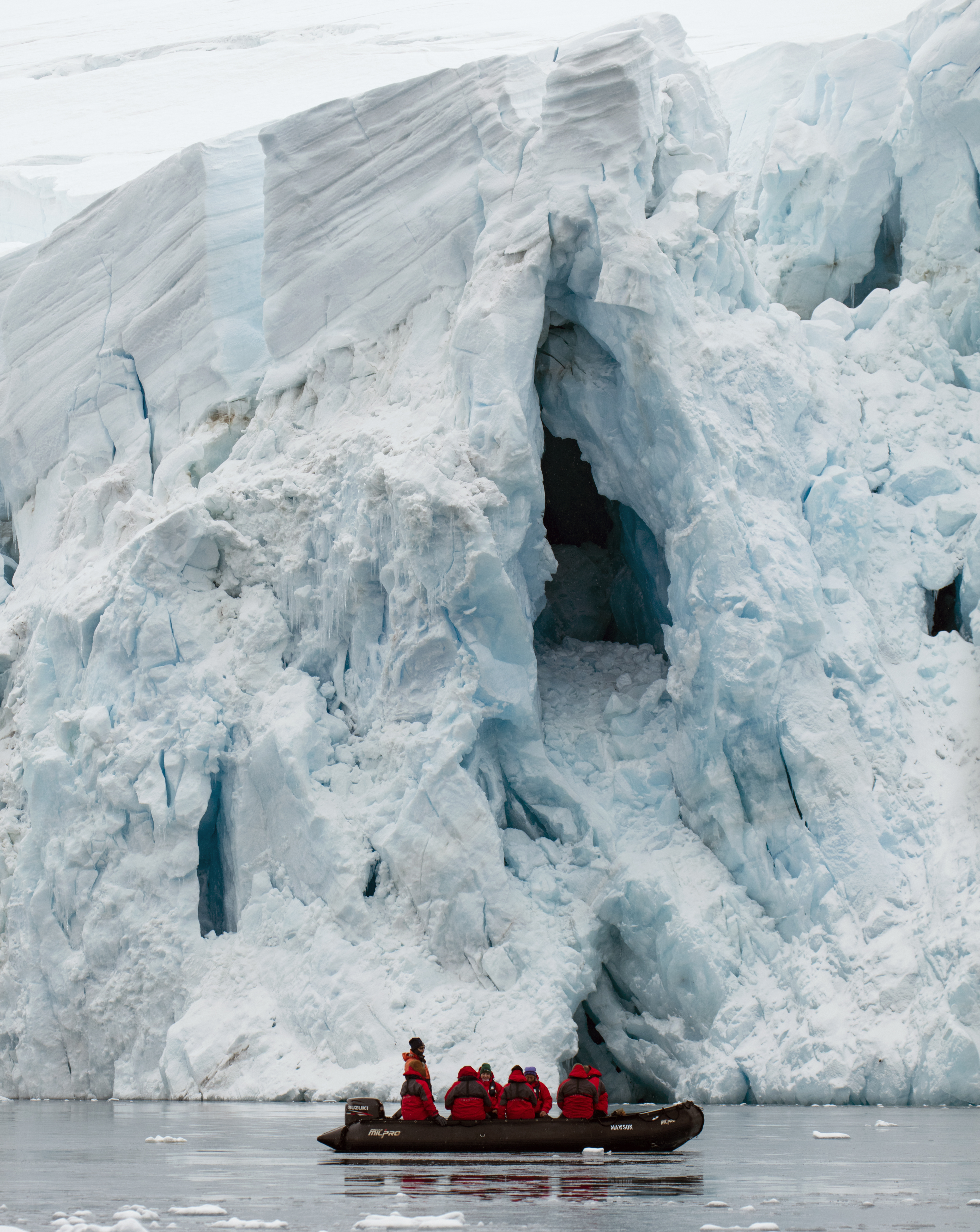
位于南极半岛最北端的阿里纳冰川（摄于2016年1月）

由于临近南极点，南极洲所接受到的太阳辐射相对较少。这意味着在这片极其寒冷的大陆上，水主要以冰的形式存在。南极洲绝大部分地区的降水较少，以降雪为主。降雪会逐渐积聚形成覆盖土地的巨大冰盖，而部分的冰盖会形成向大陆边缘流去的冰流。南极洲海岸附近的海面上还漂浮着大量冰架。它们是由外流入海的冰川形成的。在每年的大多数时间内，海岸附近的温度都足以低到令海水结冰。对南极冰盖的研究有助于人们理解其对全球海平面及气温可能存在的影响。
南极地区的海冰会在每年冬天增加，所增加的海冰大多会在夏季消融。这些冰是由海水凝结而成的，同时会在生成的水域中漂浮，因而并不会导致海平面上升。南极洲附近的海冰覆盖面积近几十年来没有发生太大的变化，但相关研究人员尚没有掌握其厚度的变化情况。
冰架融解并不会对海平面产生太大的影响，这一点可以从浮力原理以及水与冰的密度关系可以轻易推得，然而如果考慮形成冰架的冰来自南极内陆这一点的话，從整體而言冰架融解还是会导致全球海平面上升，尽管部分的融解水可能会随着降雪重回陆地。近几十年来，南极洲海岸附近，特别是南极半岛周围发生了几次剧烈的冰架崩塌。相关研究人员还担心冰架的扰动会导致内陆冰体加速外流。
南极洲内陆的冰体涵藏着全世界约70%的淡水资源。这个冰盖中的冰会随降雪增加，而随外流至海减少。整体而言，其体量每年会净增加约82 Gt，从而令全球海平面每年平均下降0.23  mm左右。
占据南极大陆绝大部分的东部南极洲的基土普遍高于海平面。这块寒冷地区的降雪会慢慢累积形成冰，部分还会形成外流至海的冰川。相关人员认为東南極冰蓋的体积增减总体处于平衡，有时冰盖体积还会略为增加。然而该地区的某些区域还是出现了冰加速外流的迹象。

### 全球暖化对南极洲的影响
南极部分地区的气温正在升高，尤其是在南极半岛附近。一份发表于2009年的研究报告显示，南极大陆在1957年至2006年间每十年平均升温0.05℃以上，西部南极洲在50年間每十年升温0.1℃以上。这个现象在冬春两季尤为明显，而變暖現象會被东部南极洲的秋季降温现象部分抵消。同时还有研究显示南极洲变暖现象是人类二氧化碳的排放造成的，不过这个说法目前仍存在争议。尽管西部南极洲表面升温幅度很大，却没有造成该地区冰层的大面积融解，也沒有直接影響西南極冰蓋对海平面升高的作用。相反，近年来冰川加速外流被认为是由大陆架附近深海流入的温暖海水造成。南极半岛对于海平面的净影响更有可能是幅度更大的大气变暖所導致的。
2002年，位于南极半岛的拉森冰架崩塌。2008年2月28日至3月8日间，位于南极半岛西南侧的威尔金斯冰架中约570平方公里的冰体也发生了崩塌。剩余的15,000平方公里冰体被一条宽约6公里的冰带支撑着，也处在崩塌的边缘。2009年4月5日，这块冰体彻底崩塌。据美国国家航空航天局的报告，2005年，南极大陆表面冰层发生30年内面积最大的融解，一块面积与美国加利福尼亚州差不多的冰層在短暂的融解之后又再度冰封。这可能是当地高达5℃的气温造成的。一份发表于2013年的研究报告显示，西部南极洲的中部可能是地球上面溫度上升最快的区域之一。研究人員展示了伯德站1958年至2010年的年平均温度记录，說明这一地区的年平均气温在这段时间线性升高了2.4±1.2℃。

### 臭氧层空洞

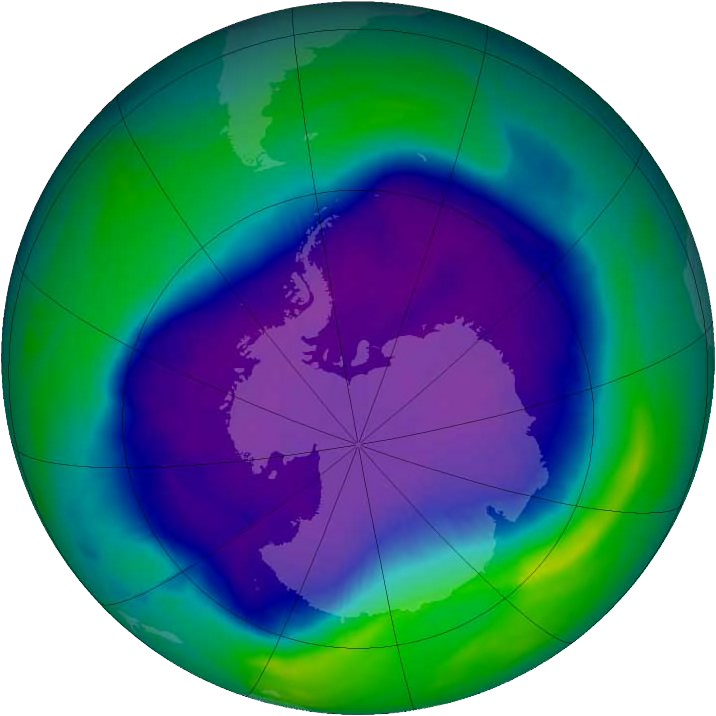
南极洲上空由于氯氟烃的聚集而形成的臭氧层空洞的面积在2006年9月达到有记录以来的最大值

每年的8月至10月，南极洲上空会出现臭氧层空洞。在这一区域内，大气中臭氧含量相当低。这个空洞几乎覆盖了整个南极大陆。1985年，英国的一支南极研究团队在其于《自然》杂志发表的一篇文章中描述了臭氧层空洞。这一报告引起了世界对于这一问题的重视。自从被观察到以来，臭氧层空洞的面积一直居高不下。2006年9月，其面积达到了有记录以来的最大值。而据已有的记录，存在时间最长的空洞会一直存在到来年的1月初。臭氧层空洞是由释放入大气中的氯氟烃造成的，这种物质会催化臭氧转化为氧气。
一些科学研究结果显示臭氧层空洞是南极洲乃至南半球其他区域气候变化的主导因素之一。臭氧可以吸收大量辐射入平流层的紫外线，并转化为热。南极洲上空的臭氧层空洞会造成这一地区的平流层的温度下降6 °C左右。这一效应会使大陆周围的西风形成的极地涡旋增强，南极点附近的冷空气不能外流，进一步导致南极洲东部的冰层的温度降低，而使南极洲周围区域，特别是南极半岛的冰层温度升高，促使该地的冰层加速熔化。相关模型分析还表明，臭氧层空洞以及增强的极地涡旋也是近来南极大陆海岸附近浮冰增多的原因之一。

## 與南極有關作品
- 《比宇宙更遠的地方》：描述四名女高中生靠自己的力量前往南極的電視動畫。
- 《大雄的南極冰天雪地大冒險》：哆啦A夢的第37部電影，描述大雄等人穿梭於現代和10萬年前之南極洲的故事。
- 《南極物語》：講述日本派遣到南極昭和基地的越冬觀測隊，與15隻拖雪撬樺太犬的故事。